# ムータン
ムータン（1983年6月3日 - ）は、日本のAV男優。愛称はムーちゃん。東京都東久留米市出身（生まれは西東京市・田無病院）。東京都立久留米高等学校卒業、東京農業大学応用生物科学科中退。

## 来歴
一人っ子として生まれ、勉強のできる子として育つ。中央大学付属高校に進学したものの2年で中退。通信制の高校に入り直し大学進学。大学4年で桃井望事件のことが気になり、まとめサイトを見てバナーをクリックしたことをきっかけに、AV制作会社に声をかけられ、2005年にAV男優デビュー。初出演作はナンパ作品で仙台や博多までナンパするADのような仕事から始めた。ここで勃起した性器が大きいと界隈に知られ、新人男優としては比較的売れっ子になる。アスペルガー症候群持ちであるため、このまま卒業、就職してもよいことはないと考え、大学を中退し男優専業となる。
2009年に女性向けAVにも初出演。2010年2月4日発売SILK LABO作品【東京恋愛模様】で、鷹宮りょうと共演の年下彼氏役が好評で一気にブレイクした。女性に人気があり、鈴木一徹・月野帯人とともに「エロメン三銃士」と呼ばれている。取材が殺到し、ブレイクとともに、自己評価との乖離が激しくなり、強迫神経症と診断。睡眠薬依存が激しくなる。
2013年11月17日、フィンランドのムーミン側から訴えられて、男優名を「ムーミン」から「ムータン」に改名。男優名が冠になったDVDが発売されるなどの人気を得る一方で、薬物依存が激しくなり、職務怠慢なども頻発。あいつはラリってるなど噂が広まっていき、後年のインタビューでは後述の入院が起こるまで年々干されていったとも語っている。
2015年の正月、睡眠薬を必死にかき集めていたが足りなくなり、禁断症状から痙攣を起こしたのちに背骨の中の椎体が溶け、183センチあった身長が168センチに縮む。半年間は立つこともできず、尿瓶生活。リハビリによって歩行ができるまでに回復したのち、閉鎖病棟に入院。抗うつ剤・ヒルナミンの副作用で105キロまで太る。2020年にヒルナミンのオーバードーズにより心肺停止し、病院で医師から死亡宣告が出されたのちに息を吹き返す。自身は全身麻酔された感覚で全く記憶がないという。この心肺停止以降、睡眠薬をはじめとする薬への依存がなくなってしまったという。
2021年6月に竹田淳子の励ましもあり、男優として復帰。2023年時点では信頼を取り戻す段階だと述べている。

## 人物
- 元男優名の「ムーミン」は、自身の誕生日が6月3日であることに由来する[3]。
- 6と3を生かしたモジャモジャ頭の顔の形のようなサインをする[4]。
- 基本的な性格は控えめで、気遣い上手。新しい事に手を出す事が好きで、1回目のSILK LABOイベントのドリンク注文の際、飲んだ事が無いからという理由で外国のビールを注文していた[5]。
- 発言が特徴的で独特。「こんなヘンテコでボシャボシャのネズミ」[6]「こんなボシャボシャのイタチに」[7]など、自分を表現する際に人間ではないもので表す事が多い。
- 反ｍRNAワクチン、ノーマスク主義。小学2年生でアスペルガー症候群と診断され、過集中の兆候があり、マルチタスクができない[1]。勃起時22センチと日本人では大きい性器を持つ[1]。長く硬いため、女優によっては痛くNG指定されることもあるという[1]。
- 心肺停止して以降は、自身を俯瞰して映画を見るような感覚になっている。

### その他
- 趣味：セックス、読書、町をブラブラ、旅行[8]
- 好きな食べ物：揚げ出し豆腐など、和食系。豆腐、海草などのヘルシーなものを好む。
- 好きな飲み物：ハーブティーのエルダーフラワー。
- 好きな漫画：『モンモンモン』、『キャプテン翼』、『YAIBA』、『ドラゴンボール』
- 好きな映画：『手紙』、『子ぎつねヘレン』、『スタンドバイミー』、『となりのトトロ』、『バトルロワイアル』、『永遠の0』、『スウィーニー・トッド』、『GO』
- 好きなドラマ：『1Lの涙』、『神様もう少しだけ』、『アンナさんのおまめ』、『僕のいた時間』、『アリスの棘』、『やまとなでしこ』、『曲がり角の彼女』、『GTO』
- 好きな歌：「時の流れに身をまかせ」、「レット・イット・ビー」、「川の流れのように」、「フール・オン・ザ・ヒル」「三日月」「おかえり」
- 好きな四字熟語：行雲流水、猪突猛進、前後裁断、花鳥風月。
- お気に入りのコンドーム：ベネトン003の一番大きいサイズ。
- 洋服のサイズはMである。着心地重視で綿100％が好みであり、基本的にUNIQLOとコムサデモードとポールスミスしか着ない。
- 仕事用の下着は無難なのでUNIQLOがお気に入り。
- ワードローブは少ないが、そのぶん洋服にたいするこだわりが非常にあり、ザラザラ感が全く無い物が好み。特にズボンはファスナーが付いているものしか買わないそうで、本人いわく「着心地が悪くファスナーが付いていない物は服ではない」とのこと。Tシャツなどは白や青系を好んで着る。青や水色以外の明るい色（例えば赤や黄など）や、茶色や紫色はあまり着ないらしい。
- 将来の夢は、完全不食のミニマリスト（理想はウェストポーチ一つ）、自分の志のために命を捧げる人。
- 靴は歩きやすいスニーカーが好みである。サイズは28cmだが足が幅広であるため、スニーカーだとニューバランスの574シリーズしか足に合わないようである。
- 携帯電話はスマホとガラケーの2台持ち。メインはガラケー。スマホはカーソル移動の煩わしさと画面のフリーズが嫌で、マップとネットサーフィンでのみ使用。
- 2018年11月5日に放送された『月曜から夜ふかし』の街頭インタビューに答えた際、ストレスで体重が30キロ増えたと語っていた[9]。

## アダルトDVD（男性向け作品）
- 石橋渉の素人生ドル 7 inハワイ 2（2005年07月01日 ムーディーズ）
- 石橋渉の素人生ドル 9（2005年08月01日 ムーディーズ）
- 石橋渉の素人生ドル 13（2005年10月01日 ムーディーズ）
- 石橋渉の素人生ドル 14（2005年11月01日 ムーディーズ）
- 石橋渉の素人生ドル 15（2005年11月01日 ムーディーズ）
- 石橋渉の素人生ドル 17（2005年12月01日 ムーディーズ）
- 石橋渉の素人生ドル 18（2005年12月01日 ムーディーズ）
- 第五回発売記念！SPバージョン SOD女子社員10名出演！ 大乱交王様ゲーム（2005年12月27日 SODクリエイト）

- 危ない海外旅行 in HAWAII 復讐凌辱計画の罠にハメられた真央（2006年01月04日 ソフトオンデマンド）さいとう真央
- マジックミラー号 2006 逆ナンパ番外編 in ハワイ（2006年01月19日 ディープス）さいとう真央
- 憧れのあの娘をクローンにしてヤッちゃえ！（2006年3月16日 ナチュラルハイ）
- 人類史上初！！超ヤリまくり！イキまくり！500人SEX！！（2006年05月04日 SODクリエイト）
- 義母の豊満な巨乳にガマンできない（2006年11月25日 アカデミック）新田亜希 奥田莉緒
- 禁断の扉 もう義母さんでしかイケない 7（2006年10月13日 東京音光）長瀬あずさ 池内あこ

- 痴女フルコース（2007年1月19日 KMP）小西あすか
- 熟女の手ほどき 翔田千里（2007年2月23日 グラフティジャパン）翔田千里
- まさか叔母ちゃんに筆下ろしされるとは…10（2007年3月9日 東京音光）中塚愛 葉月由良
- あっ！！好きな女が目の前で犯されてるのに勃起しちゃった！（2007年3月22日 SODクリエイト）松野ゆい 椎名りく 亜佐倉みんと
- 「メンズエステでワザと勃起させたらヤられた」 VOL.2（2007年5月4日 DANDY）
- 実録 近親相姦再現ドラマシリーズ 未亡人肉化粧 美少年とその母（2007年6月8日 レイディックス）秋山よし乃
- ギャル◆ナンパ！！ 池袋編（2007年6月25日 TMクリエイト）
- トラ トラ プラチナ Vol.8 : 宮澤ケイト（2007年7月14日 トラトラトラ）宮澤ケイト
- 人妻競泳水着 柿本真緒（2007年7月20日 ドリームステージ）柿本真緒
- 女装子レズ 3（2007年7月22日 レイディックス）
- 超嬢≪ニューハーフ≫ はるか（2007年8月24日 レイディックス）矢吹はるか
- 息子を愛する母 宮崎彩香（2007年9月19日 MARIA）宮崎彩香
- ニューハーフ愛撫 RUY（2007年10月25日 レイディックス）
- 親友の母（2007年11月2日 グラフィティジャパン）志村玲子
- いもうと 七海なな（2007年11月9日 アリスJAPAN）七海なな
- 未亡人の逆夜這い 2（2007年12月14日 東京音光）堀越香奈
- こともあろうに叔父ちゃんの指が私の中へ… 16（2007年12月14日 東京音光）さとう和香
- 近●相姦 母の下着 湯島美智子（2007年12月21日 なでしこ）湯島美智子

- お義母さんと連れ娘にいたずらされるボク…（2008年1月11日 KTファクトリー）沢村奈津子 沢村真紀 溝口幸子 溝口樹里
- お兄ちゃんはニューハーフ 7（2008年1月11日 東京音光）竹下あや
- 超嬢≪ニューハーフ≫ あやか（2008年1月25日 レイディックス）
- 親友の母 翔田千里・白鳥美鈴（2008年2月25日 グラフティジャパン）翔田千里 白鳥美鈴
- お兄ちゃんはニューハーフ 8（2008年3月14日 東京音光）
- 飢えた獣のようにフェラする女教師 シルビア（2008年4月14日）
- ニューハーフ×月野姫（2008年4月18日 タイガーマイスターズ）月野姫
- 僕の母は女検事 竹内さき（2008年5月16日 なでしこ）竹内サキ
- 教えて！直緒先生！ 吉崎直緒（2008年06月07日 プレミアム）
- すけべな息子に義母はメロメロ 9（2008年6月13日 東京音光）牧本千幸 七海結衣
- まさか叔母ちゃんに筆下ろしされるとは… 16（2008年6月13日 東京音光）水野優 稲森さやか
- 女装M 痴女とニューハーフに犯される僕（2008年7月4日 プールクラブ・エンタテインメント）
- 究極のエロモニター調査隊 美妻・ゴージャスセレブと出会う簡単な方法大公開！！（2008年07月20日 ブリット）
- 水着熟女 競泳水着編（2008年7月25日 サイドビー）江口恭子 松部るな
- 可愛い素人デブ マイクロ・ビキニ 福山ももか（2008年8月13日 BRAVO）
- 新婚Gカップ妊婦 初めての妊娠 相原唯26歳（2008年9月7日 BRAVO）相原唯
- 禁断の義母と息子3時間スペシャル（2008年9月12日 東京音光）
- NEWHALF×温泉 まりあ（2008年9月19日 タイガーマイスターズ）富永マリア
- 学校でしようよ！ 希崎ジェシカ（2008年10月01日 アイデアポケット）
- 素人カップル対抗！巨乳野球拳（2008年10月9日 ソフト・オン・デマンド）
- ニューハーフコレクション 痴的！チ○ポを求める白衣の悪魔 有沢セナ（2008年10月24日 タイガーマイスターズ）有沢セナ
- 明歩先生の誘惑授業 吉沢明歩（2008年11月1日 アイデアポケット）吉沢明歩
- 近親相姦 巨乳義姉に夫と息子を寝取られた美尻母 「息子のチ○ポは私専用」 望月加奈 南ナミ（2008年11月20日 グローリークエスト）望月加奈 南ナミ
- 筋肉アスリート 平瀬ゆり（2008年11月20日 アキノリ）平瀬ゆり
- 僕と友達とお母さんの三角関係 町村小夜子（2008年11月22日 ルビー）町村小夜子
- ミリアと学校でエッチ！（2008年12月07日 プレミアム）
- 誘惑女教師 ～第三章～ 穂花（2008年12月07日 プレミアム）
- 咲き乱れゆく美人ルイちゃん（2008年12月12日 トリプルエックス）ルイ
- ザ・ギャルナン 01（2008年12月18日 グローリークエスト）
- 義母と義姉 叔母と家庭教師（2008年12月19日 グラフィティジャパン）町村小夜子 美波茜 上原美菜 桐島ひかり

- ザ・ギャルナン 04（2009年01月15日 グローリークエスト）
- 究極のエロモニター調査隊 闇系職業紹介所潜入！！（2009年1月20日 ブリット）
- 近親*家族愛 気になるレディーボーイ（2009年2月13日 東京音光）
- 近親官能劇場 未亡人の秘め事 香奈 舞香（2009年2月13日 東京音光）堀越香奈 浅井舞香
- ザ・ギャルナン 05（2009年02月19日 グローリークエスト）
- 近親相姦 VOL.15（2009年2月19日 グローリークエスト）加藤ツバキ 二宮亜季
- THE 中出し近●相姦〜 僕の母の職業は女○○（2009年2月20日 なでしこ）松浦ユキ 一条恵 北原夏美 竹内サキ
- ニューハーフコレクション ウブな女に風俗嬢実習 橘ゆう（2009年02月27日 タイガーマイスターズ）
- 親友の母 広瀬ゆかり（2009年3月7日 ルビー）広瀬ゆかり
- ザ・ギャルナン 07（2009年03月19日 グローリークエスト）
- 欲情するニューハーフ達のアナルSEX 4時間（2009年3月20日 タイガーマイスターズ）
- 若妻主催 筆おろしマンション 童貞君の未経験チ●ポを狙う両隣の人妻たち（2009年4月4日 ソフト・オン・デマンド）松すみれ 大堀香奈 安西優子
- ザ・ギャルナン 10（2009年04月16日 グローリークエスト）
- 服屋に行ったら店員に手コキされちゃいました。 3（2009年05月21日 アキノリ）－※顔にモザイクあり－　天音しずく 喜多嶋詩織 心夏ミルク 春咲ゆりあ
- 子離れできない小さなお母さん 明石洋子（2009年5月25日 エマニエル）明石洋子
- ユーザー発究極の妄想発明シリーズ特別版 ボディジャック ※出演少なめ（2009年6月4日 ソフト・オン・デマンド）あすかみみ 真心実 神崎レオナ 有賀知弥
- 桜木凛の手コキ・淫語・誘惑痴女（2009年6月7日 プレミアム）桜木凛
- 近親相姦中出し劇場「母ちゃん…」割烹着、石けんの香り（2009年6月20日 NEXT GROUP）倉木小夜 松崎志津子
- 近所のおばさんが今日も僕を誘惑する…（2009年6月20日 NEXT GROUP）夏木響子 松田悠希 松崎志津子 真琴
- すけべな息子に義母はメロメロ 15（2009年7月10日 東京音光）牧野遥
- 究極のエロモニター調査隊 破局！？素人カップルリアルドキュメント！！彼氏を試す彼女 2（2009年7月10日 ブリット）
- ベリーベリー通信 女子校生デカチンVSミニチン 短小と巨根（2009年07月25日 ラハイナ東海）
- 居残り体育授業 運動オンチな女子校生（2009年8月1日 KTファクトリー）野中あんり
- 近親相姦【四】母子スワップ 風間ゆみ 高坂保奈美（2009年9月19日 アイエナジー）風間ゆみ 高坂保奈美
- 友達の彼女が辰巳ゆい（2009年9月25日 アリスJAPAN）辰巳ゆい
- チクビ快感伝道師 三浦加奈（2009年10月5日 ワープエンタテインメント）三浦加奈(篠原リョウ)
- 手コキ・淫語・女子校生 ほしのみゆ PREMIUM プレミアム（2009年10月7日 プレミアム）ほしのみゆ しみけん
- 癒され手コキと叱られ手コキ 高坂保奈美（2009年10月7日 プレミアム）高坂保奈美
- プレミアム・ビューティー 光月夜也＆如月カレン（2009年10月07日 プレミアム）
- 禁断の母子交換 母の味くらべ 澤美れみ 風口直美（2009年10月20日 NEXT GROUP）澤美レミ 速水静音
- 芸能人 範田紗々 Iカップ 美人すぎる姉が心配（2009年12月19日 SODクリエイト）範田紗々

- 女子社員のハミ乳と無防備パンチラにギン勃ちした僕 先に手を出すのはどっちだ?!（2010年1月8日 ソフト・オン・デマンド）
- 働く熟女の童貞喰い 2（2010年01月08日 東京音光）
- 背徳相姦遊戯 叔母と僕 ＃01 沢口みき（2010年1月10日 グローバルメディアエンタテインメント）沢口みき
- 痴母 息子の上で下品に腰を振りまくり！！（2010年1月19日 エマニエル）
- 前から気になる隣のアパート妻 新村まり子（2010年1月20日 STAR PARADISE）新村まり子
- 彼女の親友とこっそりヤっちゃった僕 2（2010年01月21日 アキノリ）麻美らん 橘美穂 真白希実 水城奈緒
- 旦那の弟を誘惑する美人妻 3 〜義理の弟と犯る女房〜 早見るり（2010年2月10日 ジャネス）早見るり
- 義母さんが教えてあげる 11（2010年3月12日 東京音光）円城ひとみ 細川美紀
- まさか叔母ちゃんに筆下ろしされるとは… 24（2010年3月12日 東京音光）立花みずき
- ツン顔でイキガマンするオンナ教師 妃悠愛（2010年3月15日 ワープエンタテインメント）妃悠愛
- 女装美少年と男装少女（2010年3月17日 ロータス）
- 友達の爆乳義母 2 水咲清香（2010年3月19日 なでしこ）水咲清香
- オレの妹とヤラないか？ 2 葵ぶるま（2010年4月1日 グローリークエスト）葵ぶるま
- 隣のお姉さんに童貞を奪われたボク 麻木明香（2010年4月1日 嵐を呼ぶスーパーガール）麻木明香
- HIP ATTACK Rio（2010年4月1日 アイデアポケット）Rio
- 10人姉妹の真ん中に男は僕1人だけ！ 大家族 岩田家の一週間 前編（2010年4月6日 ディープス）ヤン・ヒビヤン 佐川銀次 杉浦ぽっぽ かわちゃん 小林部長 南条秀樹 タッキー さくらい葉菜 桃咲まなみ 安田美樹 水野美香 みづなれい 小峰ひなた 桜木ハル 華原 希 種村美咲 かわのすみれ
- 両隣の人妻たちは夫の居ない昼間に年下の僕を目で誘う（2010年4月6日 ソフト・オン・デマンド）
- Smile! メルピュア!（2010年4月9日 GIGA） 瀬奈涼・美杉あすか・鈴木ありさ・桐原あずさ
- 愛液ダラダラ・新任女教師 つぼみ（2010年4月19日 ドグマ）つぼみ
- まさか叔母ちゃんに筆下ろしされるとは…25（2010年4月22日 東京音光）藤沢未央 小野里美
- 人気者で抜こう！！ 泉麻那（2010年4月23日 KUKI）泉麻那
- 学校でしようよ！ 希志あいの（2010年5月1日 アイデアポケット）希志あいの
- エッチ売りの少女 ほしのみゆ（2010年5月7日 プレミアム）ほしのみゆ 小田切ジュン
- 冬月かえでのやりすぎ痴女（2010年5月7日 プレミアム）冬月かえで しみけん 小田切ジュン
- 義母奴隷 白鳥聖子（2010年5月13日 溜池ゴロー）白鳥聖子
- 10人姉妹の真ん中に男は僕1人だけ！ 大家族 岩田家の一週間 後編（2010年5月13日 ディープス）ヤン・ヒビヤン 佐川銀次 杉浦ぽっぽ かわちゃん 小林部長 南条秀樹 タッキー さくらい葉菜 桃咲まなみ 安田美樹 水野美香 みづなれい 小峰ひなた 桜木ハル 華原 希 種村美咲 かわのすみれ
- 会社では言えない桃尻OLの事情 鈴仲いずみ（2010年5月19日 オーロラプロジェクト・アネックス）鈴仲いずみ
- ヒメコレ vol.63高級ソープへようこそ（2010年5月22日 一本道）モカ
- 団地妻の憂い 第二十三章 波多野結衣（2010年5月27日 アイエナジー）波多野結衣 吉村卓 森田番長 ジュードー中沢
- 男女の身体が入れ替わる赤い糸 学園パニック（2010年5月27日 アイエナジー）沢木樹里 京本かえで 石川みずき 君野ゆめ 一色さえ
- ドスケベ淫乱巨乳義母 佐藤みき（2010年6月1日 エマニエル）佐藤みき
- 近親相姦 お母さんの玩具になった僕（2010年6月5日 ルビー）鷹宮りょう
- お義姉さんの誘惑 〜淫らな兄嫁と、ひとつ屋根の下〜（2010年6月7日 プレミアム）冬月かえで しみけん 小田切ジュン
- 家庭教師は女子大生 鈴木きあら（2010年6月7日 プレミアム）鈴木きあら しみけん 小田切ジュン
- 「夫がいつ帰ってきちゃうかわからない!」上司と部下とのスリルを求める社宅妻（2010年6月10日 ソフト・オン・デマンド）
- しゃぶり犬’になった私の妻 2（2010年6月17日 グローリークエスト）妃悠愛 後藤課長 山田信夫
- オレのカミさんとヤラないか？6 直嶋あい（2010年06月17日 グローリークエスト）
- 未亡人の甘いおまんじゅう 橘エレナ（2010年6月24日 ヒビノ）橘エレナ
- 夫の留守に・・・淫乱痴女(3)（2010年7月5日 ジャネス）結城みさ
- 混浴温泉にわざわざ一人で入ってくるような女性客は勃起チ○ポとの出逢いを待っている（2010年7月8日 ソフト・オン・デマンド）
- オトコの娘オナニー（2010年7月22日 KEU）
- 人妻と童貞 夢にまで見た筆下ろし（2010年7月22日 ヒビノ）結城みさ
- 人妻と童貞 夢にまで見た筆下ろし 結城みさ（2010年7月22日 ヒビノ）結城みさ
- スケベな義母に叱られたい(4)（2010年7月25日 ジャネス）華山美玲
- First Impression Maika（2010年8月1日 アイデアポケット）Maika
- 卒業生で一番の有名人AV女優北条麻妃が母校の教壇に立つ 北条麻妃（2010年08月05日 SODクリエイト）
- あの夏のぽっちり叔母さん（2010年8月5日 タカラ映像）彼方まりあ
- 花村センセのお尻の件で。（2010年8月5日 タカラ映像）花村いづみ
- むちむち婦人のくいこみ挑発（2010年8月5日 タカラ映像）佐藤みき
- 今度の家政婦がう゛ぁう゛ぁ爆乳なのだが。（2010年08月05日 タカラ映像）櫻井夕樹
- ノーパン女教師（2010年8月7日 プレミアム）桜花えり
- 隣のプリ尻奥さん（2010年8月15日 STAR PARADISE）雪野ひかる 木下藍子 水沢史子 美里このみ
- 爆乳どS家庭教師 佳山三花（2010年8月19日 エスワン ナンバーワンスタイル）佳山三花
- 騙姦 08（2010年8月24日 ラストラス）雪見紗弥
- Maikaの濃厚な接吻とSEX（2010年9月1日 アイデアポケット）Maika
- と〜ってもHな母乳奥さん 美河さき（2010年9月7日 マドンナ）美河さき
- SUPERNOVA 〜超新星〜 藤北彩香（2010年9月7日 プレミアム）藤北彩香
- ほしのみゆ七変化（2010年9月7日 プレミアム）ほしのみゆ
- 姉三人・妹三人・僕一人 ただでさえ思春期で勃ちやすいチ○ポなもんで、姉や妹たちのエロいイタズラで、キン○マ空っ欠になるまで抜かれました（2010年9月9日 ソフト・オン・デマンド）
- ネ申AV!国民的アイドルグループのマネージャーになった僕。 〜アイドルだってSEXするぜ!裸の推しメンに会いたかった!!〜（2010年9月9日 ディープス）成瀬心美 愛音まひろ 椿まひる 上村香澄 朝倉ことみ
- 透けブラ教師の個人授業（2010年9月15日 STAR PARADISE）水沢史子
- 送りオオカミ 通学路に棲みし痴女（2010年9月16日 タカラ映像）伊織涼子 四条忠雄 横山大輔
- 後家と隣人 5 中森玲子（2010年9月17日 大洋図書）中森玲子
- 息子の性処理女になった母 4（2010年9月18日 ルビー）大原あけみ 岸川ひろみ 美月ゆう子 沢木ルミ
- 4時間×パーフェクトボディ バコバコ風俗 NO.1指名 桜ここみ（2010年9月19日 エスワン ナンバーワンスタイル）桜ここみ
- oppai cafe 〜玲子先輩編〜（2010年9月23日 WEEKENDER）中森玲子
- 学校で中出ししちゃお（2010年9月24日 ケイ・エム・プロデュース）麻倉憂 小田切ジュン しみけん
- お叱り学級委員長 希崎ジェシカ（2010年10月1日 アイデアポケット）希崎ジェシカ
- FIRST IDEAPOCKET 藤崎りお（2010年10月1日 FIRST IDEAPOCKET）藤崎りお
- 横山美雪の濃厚な接吻とSEX（2010年10月1日 アイデアポケット）横山美雪
- 天使と悪魔～my both side～（2010年10月2日 一本道）☆LUNA☆
- キチクリンカン91 仲村はるか（2010年10月7日 アタッカーズ） 仲村はるか
- 修学旅行の夜 憧れのあの娘に先走り汁ダラダラ（2010年10月7日 ヒビノ）成瀬心美
- ノーパン女子校生 藤北彩香（2010年10月7日 プレミアム）藤北彩香
- ケンチャナヨ紀行 韓国美女をハメてきました！（2010年10月7日 Asia/妄想族インターナショナル）
- ベロリンガール 大橋未久（2010年10月13日 ムーディーズ）大橋未久
- 介護と性のはざまで… 4（2010年10月15日 大洋図書）真柴愛
- あなたの精液、飲ませてください（2010年10月21日 ヒビノ）つぼみ
- 兄嫁の爆乳は一見にしかず 2 Lカップ120cm 夕樹さん（2010年10月22日 チェリーズ）夕樹
- 気になるアノ娘〜ひなた〜（2010年10月28日 WEEKENDER）小峰ひなた
- BEAUTY VENUS 3（2010年11月1日 アイデアポケット）希崎ジェシカ 希志あいの 横山美雪
- み〜んな一緒に筆おろしましょ（2010年11月4日 タカラ映像）結城みさ
- 使い捨てティッシュ 3（2010年11月5日 プレステージ）くるみ
- キチクリンカン92（2010年11月7日 アタッカーズ）綾瀬ティアラ
- 接吻、フェラチオ、全身リップ。 冬月かえで（2010年11月7日 プレミアム）冬月かえで
- 藤北彩香の上目使いフェラ天国（2010年11月7日 プレミアム）藤北彩香
- 淫ら妻の日常 本能むき出し昼下がり妻の下半身（2010年11月7日 桃太郎ピクチャーズ）水城奈緒 北条麻妃 橘エレナ 佐藤みき
- ちっちゃいオッパイ（2010年11月10日 KTファクトリー）野中あんり
- 白衣の恋人 03 美穂（2010年11月12日 青空ソフト）今村美穂
- こんな○校生活に（憧）れた！保健室でこっそりエッチ チ○ポを擦りつけたら彼女も興奮した！（2010年11月18日 ヒビノ）
- 両隣の未亡人 川上ゆう（2010年11月18日 グラフィティジャパン）
- 爆乳住み込み温泉旅館 「きょに湯荘」 4 Iカップ100cm 女中ももか（2010年11月19日 チェリーズ）ももか
- やんきぃ〜風俗チャン○ロード Gカップ88cm れおん（2010年11月19日 チェリーズ）れおん
- 美人妻 管野しずか 夫の隣で寝取られ目前で中出しされて…（2010年11月26日 なでしこ）管野しずか
- つばさちゃんは太っといのがお好き 天海つばさ（2010年12月1日 アイデアポケット）天海つばさ
- 初音みのりの濃厚な接吻とSEX（2010年12月1日 アイデアポケット）初音みのり
- 義父を痴女るどスケベな嫁 5 七瀬ゆい（2010年12月5日 ジャネス）七瀬ゆい
- 「貴女は彼に満足していないハズ！息子ほど歳の離れた学生と付き合う熟美人は大人の濃密（キス/クンニ/SEX）を本当は求めている？」 VOL.1 ＆ 「チ○ポを見せても動じないけどパンツを濡らしていた美人家庭教師にクールにヤられた」 VOL.2（2010年12月7日 ソフト・オン・デマンド）
- 生き残ってた！！マンバギャル！！！ vol.02（2010年12月7日 GARCON）KYOKO RUMIKA
- 混浴温泉に一人でやって来た女性客は勃起チ○ポとの熱い出逢いを待っていた（2010年12月7日 ソフト・オン・デマンド）深田梨菜, 水沢真樹
- 隣の若妻「ダメ！こんな所で…夫が帰ってきちゃう！」（2010年12月7日 ソフト・オン・デマンド）北川瞳, 姫村ナミ, 桐岡さつき, 西山瑞穂, 来栖あさみ
- 凛のお口がエロすぎるっ！ 桜木凛（2010年12月7日 プレミアム）桜木凛
- 義姉 妃悠愛（2010年12月10日 TMA）妃悠愛
- 兄嫁の爆乳は一見にしかず 3 Jカップ103cm 小百合さん（2010年12月17日 チェリーズ）
- 妹のボイン、発育チューに感度チェック Gカップ91cm ひとみ（2010年12月17日 チェリーズ）
- 爆乳ナースご奉仕むぎゅむぎゅ看護 仁科百華（2010年12月19日 OPPAI ［おっぱい］）仁科百華
- 女装娘（オトコノコ）ヌード 3 ～フニャちんから勃起まで～（2010年12月20日 プールクラブ・エンタテインメント）
- 息子の嫁はノーブラ 乳首が勃って恥ずかしい（2010年12月23日 ヒビノ）水城奈緒
- 酔い潰れた同僚がミョーに色っぽく僕を誘ってる様にしか見えないので周りにバレないようにコッソリしちゃいました（2010年12月23日 ヒビノ）瀬名あゆむ 大槻ひびき 愛原つばさ
- 巨乳でメガネで超カワイイ僕の義妹 ゆあ（2010年12月24日 メディアステーション）ゆあ
- 誘惑義母の寸止めチラリズム 春咲あずみ（2010年12月25日 マドンナ）春咲あずみ

- 近親相姦 息子を痴女るいやらしい体をしたドスケベ熟女10（2011年1月1日 エマニエル）真下礼子
- CLUBBER BITCHIZM 横山美雪（2011年1月1日 アイデアポケット）横山美雪
- FIRST IMPRESSION 48 桐谷ユリア（2011年1月1日 アイデアポケット）桐谷ユリア
- 僕のお母さんはスケベで困っちゃいます 3 星杏奈（2011年1月5日 ジャネス）星杏奈
- S-Cute Bookmark 05 キレイなお姉さん（2011年1月7日 S-Cute）神崎レオナ 橘ミオン 千堂ゆりあ
- 親戚の集まりで久しぶりに会った美人すぎるイトコが酔った勢いで僕のチ○ポをイジりはじめた…（2011年1月8日 ヒビノ）倉木みお 早乙女らぶ 堀口奈津美
- 10周年プレミアム作品 4組の巨乳母 近親相姦ドラマ集 巨乳母子相姦 実録郊外の禁断交尾（2011年1月10日 グローバルメディアエンタテインメント）櫻井夕樹
- アキバ女装倶楽部3（2011年1月19日 フルーツカクテル/妄想族）
- ナンパ即ハメ五十路妻 三軒茶屋・下北沢篇（2011年01月19日 ルビー）
- 即ズボ！ ランプが鳴ったらどこでもセックス 麻美ゆま（2011年01月19日 エスワン ナンバーワンスタイル）
- 夫が寝ている間に息子の悪友に犯される母 伊織涼子（2009年1月20日 ヒビノ）伊織涼子
- 堕ちた人妻 私のカラダで返済します Seiko。（2011年1月20日 ヒビノ）Seiko。
- 10人姉妹の真ん中に男は僕1人だけ！ 大家族3 中田家のお正月 〜年が明けてもボクのビッグダディ（チ○ポ）は休む暇なし！〜（2011年1月20日 ディープス）横山みれい 安西優子 平松恵理香 星優乃 このは
- シンデレラ女装オーディション（2011年1月20日 SODクリエイト）
- 私、犯されました…夫の目の前で 青木莉子（2011年1月20日 ヒビノ）青木莉子
- IMMORAL massage 中森玲子（2011年1月25日 デジタルアーク）中森玲子
- TOXIC（2011年1月25日 デジタルアーク）橘美穂
- 童貞プロデュース 憧れの大空かのんとイク！爆乳筆おろし！ 4（2011年1月28日 チェリーズ）大空かのん
- お漏らし姫 ほしの光莉（2011年2月1日 ワンズファクトリー）ほしの光莉
- 学校でしようよ！ 桐谷ユリア（2011年2月1日 アイデアポケット）桐谷ユリア
- ハイパーアイドル本番解禁 原田明絵（2011年2月1日 アイデアポケット）原田明絵
- 彼氏がいない部活一筋の女子校生がウジャウジャ合宿している温泉に偶然一人で泊まったらボクのチ○ポはモテモテだ（2011年2月5日 ヒビノ）長谷川しずく あずみ恋 児島奈央 桜井ゆり 鈴木かな
- 満員路線バス・夫の横で見知らぬ乗客の勃起チ○ポを握りしめる若妻（2011年2月5日 ヒビノ）園田ユリア 沙原かのん 麻倉憂 後藤リサ 高城奈々
- 夢の近親相姦（ハート）童貞の僕のチ○ポを狙っている姉4人、妹2人（2011年2月5日 ヒビノ）
- ほしのみゆの上目使いフェラ天国（2011年2月7日 プレミアム）ほしのみゆ
- 母子入浴相姦 伊織涼子（2011年2月7日 マドンナ）
- 綺麗でいやらしい叔母さんに肉棒を嬲られ陵辱された僕 村上涼子（2011年2月9日 ルビー）村上涼子
- 突然、性処理玩具とされる美人妻 3 星杏奈（2011年2月10日 ジャネス）星杏奈
- 熟…未亡人 義父とのセックス 荒木瞳（2011年2月13日 U&K）荒木瞳
- 初脱ぎデビュー！ W肉マンDEBUファック 桜子＆Seri（2011年2月13日 マルクス兄弟）桜子 Seri
- ボクの家庭教師は美乳Jカップ 仁科百華（2011年2月13日 マルクス兄弟）仁科百華
- 私、犯されました…夫の目の前で 波多野結衣（2011年2月19日 ヒビノ）
- お宅の息子さん童貞じゃありませんわよ。 牧田かえで（2011年2月25日 マドンナ）牧田かえで
- 兄嫁の爆乳は一見にしかず 4 Iカップ99cm 奈穂さん（2011年2月25日 チェリーズ）奈穂
- 桐谷ユリアの濃厚な接吻とSEX（2011年3月1日 アイデアポケット）桐谷ユリア
- First Impression 坂野由梨（2011年3月1日 アイデアポケット）坂野由梨
- 童貞学級 5人の女教師が未経験ペニスに一から十まで手ほどきしてくれる（2011年3月5日 ヒビノ）黒木麻衣
- 部活帰りの女子校生は体がアツアツ興奮気味なので男が近づいただけでブルマにチ○ポを擦りつけてくる（2011年3月5日 ヒビノ）
- ナースが患者を治療中！？ スイッチONで入れ替わり！立場が逆転総合病院！！（2011年3月5日 ディープス）仁科百華
- 俺妹がこんなに発育してたわけがない（2011年3月16日 ロータス）早乙女ルイ 小桜りく 早坂愛梨 長谷川みさき
- 許して、あなた・・・罠にはめられた若妻たち（2011年3月19日 ヒビノ）和葉みれい
- 学校で中出ししよッ 栗林里莉（2011年3月25日 KMP）栗林里莉
- 爆乳不動産「もんでみーる」営業課 Lカップ111cm 不動産レディみきさん（2011年3月25日 チェリーズ）みき
- 里美ゆりあの濃厚な接吻とSEX（2011年4月1日 アイデアポケット）里美ゆりあ
- 爆乳フェロモン風俗嬢 西條るり（2011年4月7日 エスワン ナンバーワンスタイル）西條るり
- モテ期突入？！友達の彼女が妙に色っぽい目で見つめてくるので手を出したらマン汁ビッチョリ！！（2011年4月7日 ヒビノ）佐倉カオリ 泉麻那 前田陽菜
- Tokyo素人女子大生 4時間 MAXIMUM 5（2011年4月8日 BAZOOKA）
- 近親相姦 色狂いの母 川嶋菜緒（2011年4月10日 ドリームステージ）
- イケ撮り4PIECE！！！ 005（2011年4月20日 プレステージ）ありさ 西山希 葉山由佳 須真杏里
- 許して、あなた… 罠にはめられた若妻たち 松すみれ 井川ゆい（2011年4月21日 ヒビノ）松すみれ 井川ゆい
- 近親相姦 父と兄を拒めない身体 栗林里莉（2011年4月21日 ヒビノ）栗林里莉
- 処女喪失 花村まほ（20歳）（2011年4月21日 SODクリエイト）花村まほ
- 妹のボイン、発育チューに感度チェック 4 Gカップ92cm さき（2011年4月22日 チェリーズ）さき
- 箱入り娘 羽月希（2011年4月22日 EROTICA）羽月希
- 昼下がりの淫ら妻 38（2011年4月22日 クリスタル映像）白鳥るり 相川美樹 愛羽ゆり 桜井菜緒 浅倉奈央
- IMMORAL OFFICE 横山みれい（2011年4月25日 デジタルアーク）横山みれい
- 生徒会長がメイドちゃん 希志あいの（2011年5月1日 アイデアポケット）希志あいの
- 失禁OL痴漢地獄 冬月かえで（2011年5月7日 ドグマ）冬月かえで
- 街角カップルナンパ 彼氏を誘惑して彼女を寝取る（2011年5月10日 ホットエンターテイメント）
- 宇宙企画30周年記念 大人の保健室 藤井シェリー（2011年5月13日 KMP）藤井シェリー
- ツン顔でイキガマンするオンナ教師 愛咲れいら（2011年5月15日 ワープエンタテインメント）愛咲れいら 鈴木一徹 ウルフ田中
- オトコの娘オナニー 2（2011年5月19日 KEU）月野帯人
- 国民的メンズ♂アイドルグループに女♀がいた！！ 見た目は美男（イケメン）脱いだらデカパイ！ ミンナには秘密のメンズ♂アイドル（2011年5月19日 ディープス）小坂めぐる
- 熟女童貞喰い 川嶋菜緒（2011年5月19日 エマニエル）
- 弱みを握られた教え子 担任教師に体中いじられても拒めない 北川瞳（2011年5月19日 ヒビノ）北川瞳
- 近親相姦 好色母のチンポ味くらべ 藤咲沙耶（2011年5月19日 VENUS）藤咲沙耶
- 妹の爆乳は一見にしかず 30 Hカップ100cm あき（2011年5月20日 チェリーズ）
- Vo win 3（2011年5月25日 デジタルアーク）牧野絵里
- featuring2 digital ark×WEEKENDER（2011年5月25日 デジタルアーク）妃乃ひかり
- 担任の爆乳は一見にしかず 16 Gカップ91cm わかな先生（2011年5月27日 チェリーズ）
- 爆乳住み込み温泉旅館 「きょに湯荘」 6 Gカップ92cm 女中ともよ（2011年5月27日 チェリーズ）
- 爆乳不動産「もんでみーる」3 営業課 Gカップ90cm 不動産レディさとみさん（2011年5月27日 チェリーズ）
- 妹の爆乳は一見にしかず 37 Iカップ110cm ゆう（2011年5月27日 チェリーズ）
- 風俗チャン○ロード 2 Hカップ100cm なお（2011年5月27日 チェリーズ）
- 妹が二段ベッドの下で毎晩オナニーしていてもうガマンできない 長谷川しずく（2011年5月27日 EROTICA）長谷川しずく
- S-Cute Bookmark 14 制服ラプソディ（2011年6月1日 S-Cute）鈴木ありす 月野りさ 水玉レモン 麻倉憂
- 出された精子、ぜんぶ飲みます。 伊東美姫（2011年6月3日 h.m.p）伊東美姫
- スローに流れる密着接吻セックス 超長回しスペシャル 希志あいの（2011年6月7日 エスワン ナンバーワンスタイル）希志あいの
- ナンバーワンスタイル 美人すぎるIカップ保健医 二階堂ソフィア（2011年6月7日 エスワン ナンバーワンスタイル）二階堂ソフィア
- 近親相姦 母のお尻 中山礼子（2011年6月8日 ルビー）中山礼子
- 痴漢女子 目の前で女が脱ぎだした（2011年6月10日 クリスタル映像）
- 爆乳マダム「ムスコ溺愛記」 ゆきえ Gカップ94cm（2011年6月10日 クリスタル映像）
- もしも藤井シェリーが女教師ペットだったら…（2011年6月10日 KMP）
- 久々の若い男の匂いに性欲をかき立てられ、発情してしまった美熟女は…（2011年6月10日 プレステージ）北原夏美 桐岡さつき 黒木唯香
- 最強アスリート大乱交！！（2011年6月13日 ムーディーズ）横山翔子 一之瀬ひかる 石井優子 井坂志織
- 禁断近親介護 義父と息子と交尾する美人妻 観月由奈（2011年6月15日 ジャネス）観月由奈
- 軟体すぎる本物新体操選手！ イン○ーハイ出場！県大会優勝など数々の功績を残した有名体育大学所属のアスリートが驚異的な柔軟性と衝撃の腰使いで高難度SEX！（2011年6月18日 ディープス）
- 私、犯されました…夫の目の前で 浅乃ハルミ（2011年6月18日 ヒビノ）浅乃ハルミ
- パンスト家庭教師の中出し個人授業 白鳥美玲 西原華純（2011年6月18日 AROUND）白鳥美玲 西原華純
- 母との秘め事 甲斐ミハル（2011年6月19日 ABC/妄想族）甲斐ミハル
- 担任の爆乳は一見にしかず 17 Hカップ99cm りか先生（2011年6月24日 チェリーズ）
- 妹の爆尻は一見にしかず 2 クビレたウェスト57cm パンチの効いたヒップ99cm さーや（2011年6月24日 チェリーズ）
- 新人 佐々木杏奈 DIGITALARK Debut（2011年6月25日 デジタルアーク）佐々木杏奈
- TOXIC 2（2011年6月25日 デジタルアーク）涼宮こなた
- 隣に住んでいる美人お姉さんの、熱い接吻と抱擁（2011年6月25日 美）坂野由梨
- 接吻先生百華の筆下ろし 仁科百華（2011年6月25日 痴女ヘブン（美））仁科百華
- 近親相姦 色狂いの母 川嶋菜緒（2011年6月29日 ドリームステージ）川島菜緒
- GLITZ 平山薫（2011年7月1日 フェチマニアック映像制作所）平山薫
- 女装娘アナル倒錯 性棒電撃エレクチオン（2011年7月1日 シネマジック）
- Boin「北川瞳」Box 北川瞳（2011年7月1日 ABC/妄想族）北川瞳
- 憑依クリニック〜幽体離脱！意地悪ナース、巨乳ナース、美人女医、新人ナース、女子校生、お姉様ナースに乗り移って女の身体でやりたい放題！〜（2011年7月7日 ディープス）大槻ひびき 瀬名あゆむ 星野あかり 野中あんり つくし
- ご無沙汰ですよ、美人未亡人6年ぶりの男根 結城みさ（2011年7月8日 なでしこ）結城みさ
- コスプレ少女 まじかる☆マジック（2011年7月8日 TMA）大島みなみ つぼみ 京野ななか 雛木あんず
- 私は痴女 人妻編 奥さん！いきなりそれはヤバイっしょ（2011年7月8日 クリスタル映像）加納瞳 白河雪乃 瀬戸りょう 多岐川一葉 小泉さやか
- 女の子同士で「○○○な口説かれ方したらヤバいよね。」と話しているのを盗み聞きした僕はそのコにその通りナンパしてみたら初対面でもヤれた（2011年7月12日 プレステージ）
- 義母と息子の禁断な性教育 2 蒼乃幸恵（2011年7月15日 ジャネス）蒼乃幸恵
- やりまん女 宮坂レイア（2011年7月19日 ドグマ）宮坂レイア
- GLITZ 石倉えいみ（2011年7月19日 フェチマニアック映像制作所）石倉えいみ
- 新人 Boin「森野いづみ」Box 森野いづみ（2011年7月19日 ABC/妄想族）森野いづみ
- 娘のブルマに欲情してしまった義父 京野ななか（2011年7月21日 ヒビノ）京野ななか
- 妹のスク水は一見にしかず Gカップ92cm ともみ（2011年7月22日 チェリーズ）
- 爆乳不動産「もんでみーる」4 営業課 Hカップ98cm 不動産レディももさん（2011年7月22日 チェリーズ）
- すなっくちち 2 Lカップ120cm 夕樹さん（2011年7月22日 クリスタル映像）
- 新人 Boin「南レイ」Box 南レイ（2011年8月1日 ABC/妄想族）南レイ
- 中高年のトキメキお見合いパーティー 既婚者合コン2（2011年8月1日 エマニエル）北原夏美 君島英里奈 真矢恭子
- エロ本を立ち読みしている年頃の女子校生に勃起チ○ポを擦りつけた（2011年8月6日 ヒビノ）
- 10人姉妹の真ん中に男は僕1人だけ！ 大家族4 山田家、海へ行く！〜太陽の下でもボクのビッグダディ（チ○ポ）は日照り知らず！〜（2011年8月6日 ディープス）橘ひなた 羽月希 有村千佳 初芽里奈 神木なな
- 妻の姉妹たちと同居することになった僕の楽しみは、バレないように義姉&義妹とこっそりヤッちゃうことなのです（2011年8月6日 ヒビノ）
- 手を出してはいけない女の無防備パンチラに勃起 気付いた彼女はこっそりとチ○ポを握りしめてきた（2011年8月6日 ヒビノ）瀬名あゆむ 桐岡さつき 早坂このみ 澤北優香
- 着エロアイドル、緊急AV出演！ ふわりゆうき（2011年8月7日 プレミアム） ふわりゆうき
- 妻の留守中、子供の面倒を見ている時、家に偶然来た女の○○が見えてしまい興奮した僕は…（2011年8月11日 プレステージ）荒木莉香 加藤梓 南乃彩花
- 妹が裸族でガマンできない 葵つかさ（2011年8月12日 アリスJAPAN）葵つかさ
- 爆乳カマキリ婦人 Hカップ100cm マダム玲子（2011年8月12日 クリスタル映像）
- 白ロリ YOUR DOLLS（2011年8月13日 TMA）
- GLITZ 長谷川聖那（2011年8月19日 フェチマニアック映像制作所）長谷川聖那
- 近親相姦 母の膣 仲間麗奈（2011年8月19日 エマニエル）仲間麗奈
- 新人 Boin「大月まゆか」Box 大月まゆか（2011年8月19日 ABC/妄想族）大月まゆか
- 僕の爆乳ペット（2011年8月19日 ABC/妄想族）
- 色気を失った…地味で献身的な若妻を汗ダラで敏感にヨガリまくる「覚醒妻」に大改造！（2011年8月20日 SODクリエイト）
- 父と継母にイヤらしいカラダに開発されてしまった娘（2011年8月20日 ヒビノ）早乙女らぶ
- 初撮り人妻ドキュメント 奈良優子（2011年8月25日 センタービレッジ）奈良優子
- 兄嫁の爆乳は一見にしかず 7 Gカップ94cm ゆきえさん（2011年8月26日 チェリーズ）蒼乃幸恵
- やんきぃ〜 風俗チャン○ロード 3 Hカップ95cm ゆめ（2011年8月26日 チェリーズ）
- 女尻 辰巳ゆい（2011年8月26日 アリスJAPAN）辰巳ゆい
- 義母相姦 迫る！！母さんの肉ビラ あずみ恋（2011年09月01日 VENUS）あずみ恋
- GLITZ 小出遥（2011年9月1日 フェチマニアック映像制作所）小出遥
- 大型新人 Boin「菅野みいな」Box 菅野みいな（2011年9月1日 ABC/妄想族）菅野みいな
- 競泳水着インストラクターの誘惑 Rio（2011年9月1日 アイデアポケット）Rio（柚木ティナ）
- ことみのヒミツの性感スイッチ 渚ことみ（2011年9月7日 エスワン ナンバーワンスタイル）渚ことみ
- 女教師 背徳の学園内淫行 愛田奈々（2011年9月7日 マドンナ）愛田奈々
- お母さんの玩具になった僕 マラ好き母さん、義息を喰らう！ 矢部寿恵（2011年9月7日 ルビー）矢部寿恵
- 街角カップルナンパ 彼氏を誘惑して彼女を寝取る 2（2011年9月10日 ホットエンターテイメント）
- ママの大きなおっぱいは僕のモノ 南レイ（2011年9月19日 ABC/妄想族）南レイ
- ツインテール歌姫しか見たくない！4時間（2011年9月23日 TMA）前田陽菜 桃音まみる 長谷川しずく 小滝みい菜 つぼみ 夢見あくび
- 完全会員制 爆乳ぼったくりBAR Hカップ99cm ゆうきりんりん（2011年9月23日 チェリーズ）前田優希
- 某アダルトメーカー営業部の諸事情 瀬名あゆむ（2011年9月25日 WEEKENDER）瀬名あゆむ
- 近親相姦 息子の新妻 藤咲沙耶 白華ユリ（2011年9月29日 ドリームステージ）藤咲沙耶 白華ユリ
- 藤崎沙耶の未亡人下宿（2011年9月29日）藤崎沙耶
- 浅唐あく美の濃厚な接吻とSEX（2011年10月1日 アイデアポケット）浅唐あく美
- エロ義母に騎乗られ中出しされた息子（2011年10月5日 ジャネス）
- 公然誘惑 ナイショでこっそりイカせてア・ゲ・ル 横山美雪（2011年10月6日 SODクリエイト）横山美雪
- ノ・ゾ・キ・穴 挑発する隣の部屋の変態美女 Nina（2011年10月6日 SODクリエイト）Nina
- ラブコス☆彡 彼女と着せ替えエッチ はるか真菜（2011年10月7日 h.m.p）はるか真菜
- 蛇女 Vol.4 金崎あい（2011年10月7日 映天）金崎あい
- 韓国で素人をナンパして4時間ハメてきました！BEST盤（2011年10月7日 Asia/妄想族インターナショナル）
- 姉が裸族でガマンできない 美雪ありす（2011年10月14日 アリスJAPAN）美雪ありす
- 敏感乳首の男で発情する女 橘ひなた（2011年10月19日 ドグマ）橘ひなた
- 憑依アイドル（2011年10月20日 ディープス）小滝みい菜 愛音まひろ 成瀬心美 みづなれい
- 完全会員制 中出しレディーススパ（2011年10月20日 SODクリエイト）
- 巨乳試着室 2（2011年10月20日 グローリークエスト）
- やんきぃ～ 風俗チャン○ロード 4 Gカップ88cm さえ（2011年10月21日 チェリーズ）愛原さえ
- お宅の息子さんインポじゃありませんわよ。 白河雪乃（2011年10月25日 マドンナ）白河雪乃
- 隣に住んでいる美人若妻 ～誘惑接吻狂い～ 笠木忍（2011年10月25日 美）笠木忍
- last body 完熟痴女（2011年10月25日 デジタルアーク）山岡真理
- 寝取られ熟女姉妹 愛する息子を奪われて 仲間麗奈 杉原あずさ（2011年10月29日 小林興業）仲間麗奈 杉原あずさ
- 大乱交 桐谷ユリア（2011年11月1日 アイデアポケット）桐谷ユリア
- 二人きりの夏休み 羽月希（2011年11月1日 S-Cute）羽月希
- もしも、「成瀬心美が僕の○○だったら…」（2011年11月1日 プレステージ）成瀬心美
- やめて…そんな事されたらお母さん… 宮瀬リコ（2011年11月1日 ABC/妄想族）宮瀬リコ
- 巨チン中出し初体験 篠原杏（2011年11月4日 h.m.p）篠原杏
- 初脱ぎ熟女 夏衣・葵・梨々香・遥・あづさの事情（2011年11月4日 クリスタル映像）望月夏衣 相楽葵 中川梨々香 夏目遥 大森あづさ
- 私は痴女 人妻編 奥さん！デカ尻たまりません（2011年11月4日 クリスタル映像）村上涼子 山城みずほ 本庄瞳 酒井ちなみ
- 芸能人 羽田あい 中出し陵辱病棟（2011年11月5日 SODクリエイト）羽田あい
- 中出し10連発 麻倉憂（2011年11月11日 KMP）麻倉憂
- 中出しニーソックスメイド（2011年11月11日 TMA）前田陽菜 桃音まみる 小滝みい菜 長谷川しずく つぼみ 夢見あくび
- 妄想オフィス いいなりセクハラ放題OL 南梨央奈（2011年11月11日 KUKI）南梨央奈
- 昼下がりの淫ら妻 若妻に生中出し 2（2011年11月18日 クリスタル映像）南乃彩花 辺見麻衣 杏子ゆう 根本明日花
- ぬるぬる濡れ透け美爆乳なインストラクター 菅野さゆき（2011年11月19日 OPPAI）菅野さゆき
- すぺるまいれーじ 出席番号2番 田中志乃（2011年11月20日 ネクストイレブン）田中志乃
- Team Red 香坂玲依寧（2011年11月20日 NEXT GROUP）香坂玲依寧
- 僕を誘惑する隣の綺麗なお姉さん 長谷川ゆな（2011年11月22日 プレステージ）長谷川ゆな
- 人妻AVデビュードキュメント 顔よりデカい胸！胸よりデカい尻！衝撃の人妻初撮り（2011年11月23日 ルビー）杜山ゆりか
- 行列が出来る痴女の館 愛原さえ 上条めぐ（2011年11月25日 美）愛原さえ 上条めぐ
- 欲しがるオンナ -溢れでる性欲- 悠月舞（2011年11月25日 美）悠月舞
- 無毛膣内強制注入 パイパンロ●ータ 中出しレイプ（2011年11月25日 I.B.WORKS）小林麻里 前田彩七 初芽里奈
- ツインテールサイハイソックス娘しか見たくない！4時間（2011年11月25日 TMA）南乃彩花 北川瞳 涼宮ゆい 羽田桃子 絵色千佳 栗林里莉
- Boin「大島あいる」Box 大島あいる（2011年12月1日 BoinBB）大島あいる
- お母さんがもっとシテあげるから… 白鳥寿美礼（2011年12月1日 ABC/妄想族）白鳥寿美礼
- 思春期「恋情」 藤原ひとみ（2011年12月1日 S-Cute）藤原ひとみ
- 超淫らな絶品BODY 180分スペシャル Nina（2011年12月7日 プレミアム）Nina
- 手を出してはいけない女の無防備パンチラに勃起した俺 気付いた彼女もこっそりHのスリルを求めてきた（2011年12月8日 ヒビノ）柏木エリカ 綾見ひかる 有奈めぐみ このみひかる
- ご無沙汰奥様のちんちん研究（2011年12月8日 SODクリエイト）
- 夢の近親相姦◆年頃になった姉5人の熱い視線が思春期の僕の勃ちやすいチ○ポを欲しがっている（2011年12月8日 ヒビノ）真木今日子 羽月希 神木なな 仲本沙代 津川麻衣子
- おにいちゃん大好きないもうと 01 つぼみ（2011年12月9日 I.B.WORKS）つぼみ
- 出会って4秒で合体 小島みなみ（2011年12月9日 アリスJAPAN）小島みなみ
- 生中出し新入女子社員17（2011年12月9日 BAZOOKA）源すず あいりみく 葵まりあ 高嶺宇海 夢咲もえ
- 夢の近親相姦！年頃の姉貴たちは家族に内緒で勃ちやすい僕のチ○ポの面倒をみてくれているのです（2011年12月8日 SWITCH）真木今日子 羽月希 神木なな 仲本紗代 津川麻衣子
- いとこにお風呂で悪戯（2011年12月9日 I.B.WORKS）三浦めい ゆうきさやか 辻宮楓 野中あんり 篠めぐみ 稲見亜矢 椿まひる
- 超淫獣バトル（2011年12月19日 ドグマ）みづなれい 紗奈
- 年上の美人妻 ナンパ中出し（2011年12月20日 ピーターズ）
- 息子の嫁がなかなか男心をソソル美人なので無理やり押しかけて極太チ○ポをねじ込んでやった 西尾かおり（2011年12月22日 ヒビノ）西尾かおり
- 美3周年記念作品 PERFECTSTYLE痴女集団4時間SPECIAL-巷で噂の行列が出来る痴女の館-（2011年12月25日 美）浜崎りお 森ななこ 木下若菜 水城奈緒 北川エリカ 大堀香奈 有沢りさ すずきりりか 前田優希
- 秘密のアルバイト～欲しがりな新妻～ 有村千佳（2011年12月25日 美）有村千佳
- 生出し近親相姦ばついちの母 城地もも子（2011年12月28日 小林興業）城地もも子

- First Impression 星美りか（2012年1月1日 アイデアポケット）星美りか
- ふわふわ空間 篠田ゆう（2012年1月1日 S-Cute）篠田ゆう
- やめて…そんな事されたらお母さん…（2012年1月1日 ABC/妄想族）春日もも
- 彼女もいない実家暮らしの僕には、兄(弟)嫁のカラダが刺激的過ぎて我慢できず家族にバレないように擦りつけた（2012年1月7日 ヒビノ）上条めぐ 橘エレナ 西野花梨
- 現役人妻キャビンアテンダント AVデビュー!!（2012年1月7日 マドンナ）青木美空
- ハレンチ人妻温泉 湯けむり旅行中のべっぴん奥様ナンパ 草津編（2012年1月10日 ホットエンターテイメント）
- 明日に挙式を控えた知り合いの女のウェディングドレス姿を見て興奮してしまった僕は…（2012年01月11日 プレステージ）
- 学級委員長 生中出し（2012年1月13日 TMA）北川瞳 涼宮ゆい 南乃彩花 羽田桃子 絵色千佳 栗林里莉
- お酒に弱いめぐりちゃん 「私を酔わせてどうするの？」（2012年1月19日 SODクリエイト）めぐり
- お金もチンポも大好物！ 爆乳ガチムチ変態忍者（2012年1月20日 まぐろ物産）栗崎紗理奈
- 主人には内緒にして下さい（2012年1月25日 マドンナ）白鳥寿美礼
- 発情キャッツ ありさ（2012年1月25日 NEXT GROUP）ありさ
- 発情キャッツ 藤木かれん（2012年1月25日 NEXT GROUP）藤木かれん
- 発情キャッツ 森川くみ（2012年1月25日 NEXT GROUP）森川くみ
- 韓流ファンが賑わう街で韓流イケメンに変装した男がギャルナンパ！カタコトの日本語だけでSEXまでもっていけるか検証！（2012年1月27日 SCOOP）月野帯人
- 近親相姦 妻の姉 城地もも子 百合恵（2012年1月28日 ドリームステージ）城地もも子
- 肉欲に塗れた邸に派遣された家政婦 宮瀬リコ（2012年2月1日 ABC/妄想族）宮瀬リコ
- ふわふわGカップ 北川瞳（2012年2月1日 S-Cute）北川瞳
- 規格外のデカチンに綾音ゆりあが中出しされるっ!! 綾音ゆりあ（2012年2月3日 h.m.p）綾音ゆりあ
- スケスケ水着インストラクター（2012年2月7日 プレミアム）ASUKA
- 近親相姦 巨大おっぱい争奪戦！！我が家にボインがやってきた（2012年2月9日 センタービレッジ）黒沢那智
- 人妻ナンパ中出しイカセ8 恵比寿の繁華街編（2012年2月10日 ホットエンターテイメント）
- 若々しく美脚がそそる熟女ナンパ オンナを意識した熟女18名撮り下ろし4時間SP（2012年2月10日 ホットエンターテイメント）
- kira☆kira BLACK GAL逆レイプ-小悪魔☆亜華羽のザーメン搾取-（2012年2月19日 kira☆kira）亜華羽
- 美熟女妻をナンパしてザーメン全員生中出し！！ 6（2012年2月25日 TMクリエイト）
- 美ッ痴・移籍-欲求不満の連れこみ妻-（2012年2月25日 美）志保
- 美ッ痴オンナの失禁と潮吹き、そして放尿（2012年2月25日 美）小谷理紗
- 酔った隣の奥さんが僕らの家にやって来た 森ななこ（2012年2月28日 小林興業）森ななこ
- 特命痴女OL 性処理はお任せ！〜エロ過ぎる誘惑目線で同僚社員を虜にする淫乱巨乳OL〜（2012年3月1日 グローリークエスト）木下若菜
- Boin「小倉ゆず」Box 悶絶する最高級おっぱい生々しい性交 小倉ゆず（2012年3月1日 ABC/妄想族）小倉ゆず
- 息子の大きすぎるチンポが気になって… 翔田千里（2012年3月1日 ABC/妄想族）翔田千里
- 悩殺ノーパン女教師（2012年3月7日 プレミアム）秋吉ひな
- 同居家族にバレないように妻の妹に手を出したら、お漏らししちゃうぐらいの敏感反応で僕のチ○ポを待っていた（2012年3月8日 SWITCH）大槻ひびき 琥珀うた 宮崎由麻 白石なお
- 一流のおば様ナンパ セレブ美熟女中出しJAPAN 4（2012年3月10日 ホットエンターテイメント）
- 受験上京した僕は、昔仲の良かった女友達の家に泊めてもらったが、都会に染まった彼女は昔と違ってエロカワいく、不覚にも勃起してしまい…（2012年3月13日 プレステージ）立花樹里亜 葉月めぐ 桜井望
- 近親相姦 貞淑母は元レースクィーン 伊集院茜（2012年3月15日 センタービレッジ）
- 早漏少女 辻本りょう（2012年3月19日 S-Cute）辻本りょう
- マジックミラー便 エロいと噂の！団地妻編 旦那にしか見せないHなお姿を（秘）公開！ご近所さんには絶対言えない秘密のアルバイトしませんか？in N区光○丘＆I区高○平（2012年3月22日 ディープス）
- つぼみのコスプレ（2012年3月23日 TMA）つぼみ
- 淡白な夫とは全然違う…中年男の濃厚な接吻とSEXにドップリはまってしまった若妻（2012年3月23日 ヒビノ）岩佐あゆみ
- ねぇ先生？こんな小さなおっぱいじゃダメですか… 篠めぐみ（2012年3月23日 I.B.WORKS）篠めぐみ
- とろけるkissと濃厚セックchu◆ 野村萌香（2012年3月25日 kawaii）野村萌香
- 清楚な音大生のエッチな旋律♪ 春原未来（2012年3月25日 kawaii）春原未来
- スポコス7 Rio（2012年4月1日 アイデアポケット）Rio（柚木ティナ）
- 新人 Boin「小西麻琴」Box 小西麻琴（2012年4月1日 ABC/妄想族）小西麻琴
- Boin「沙藤ユリ」Box 沙藤ユリ（2012年4月1日 ABC/妄想族）沙藤ユリ
- 母親とヤリたいスケベな息子が推薦者！美人ママ近親相姦コンテスト2（2012年4月5日 ROCKET）新尾きり子 羽賀そら美 夏川美久
- 出張マッサージの美熟女にセンズリ見せつけ猥褻7（2012年4月10日 ホットエンターテイメント）
- マジ友の前で羞恥8 街頭で女の子2人組をナンパして友達の前で淫らな行為をさせる（2012年4月10日 ホットエンターテイメント）
- 性・欲・爆・発 Maika（2012年4月13日 ムーディーズ）Maika
- ドキドキ初体験セックス 夏風まりん（2012年4月19日 エスワン ナンバーワンスタイル）夏風まりん
- 義母と僕のエクササイズ 豊満乳に誘われて 杏美月（2012年4月19日 ABC/妄想族）杏美月
- Fcup巨乳ギャル-新生活応援キャンペーン- 沙藤ユリ（2012年4月19日 kira☆kira）沙藤ユリ
- 女は男ヲ爆乳で犯ス（2012年4月19日 美）前田優希 ももかさくら
- 許してあなた…罠にはめられた若妻たち（2012年4月21日 ヒビノ）松すみれ 井川ゆい
- 「うち、ホンマは淫乱やねん」 大阪発★獄エロ激痴女巨尻人妻の快楽宣言（2012年05月01日 フェチマニアック映像制作所/妄想族）及川りょう
- 欲求不満な素人妊婦 大阪発★旦那に内緒でAVデビュー（2012年05月01日 フェチマニアック映像制作所/妄想族）村上奈々
- 秘密エージェント イキータ（2012年5月4日 映天）深田梨菜
- その後の熟女はレイプ魔の肉奴隷（2012年5月10日 まぐろ物産）藤木静子
- 隣の人妻は夫の目を盗んで昼間から家に居る無職の俺の悶々チ○ポに誘いをかける（2012年5月10日 SWITCH）遥めぐみ 笠木しのぶ 日高ゆりあ 筒井まりか
- 初めてのデカチン 止まらない激ピストンSEX（2012年5月11日 MAX-A）ほしの由衣
- 美脚ナチュラルストッキング 雨宮琴音（2012年5月11日 TMA）雨宮琴音
- 貧乳パイパン妹 生中出し（2012年5月11日 TMA）藤月ちはる 桃音まみる 桃瀬なつき
- 童貞の僕を筆おろししたがる義母（2012年5月11日 KMP）村上涼子
- 奥さん丸見えすぎです！宅配くんを誘惑する痴女妻（2012年5月15日 ネクストイレブン）藤沢未央 葵なつ
- BLACK GAL 黒ギャル女子校生 生姦JK連続中出しハイスクール（2012年5月17日 kira☆kira） 立花樹里亜
- 私は痴女 交歓無痴（2012年5月18日 クリスタル映像）
- 接吻女装レズ3 オンナになって女とキスをする。唾液まみれの絡み合うベロとベロ（2012年5月20日 レイディックス）北条麻妃 桐原あずさ(伊藤あずさ) 西野花梨(小柳まりん、椎名くるみ) 川並すみれ 観月あさみ 鳳生つばき
- 近親相姦 女子大生になった娘と義父 成長した娘は義父のそそり立つイチモツを悦んで受け入れる 沙藤ユリ（2012年5月24日 ヒビノ）沙藤ユリ
- バイト美少女☆萌えコス5（2012年5月25日 kawaii）山下優衣
- 新人！kawaii専属デビュ→ミラクル美乳サプライズ！みなみ愛梨（2012年5月25日 kawaii）みなみ愛梨
- Boin「桜木莉愛」Box2 超乳を徹底的に責める！新フェチモザイク（2012年6月1日 ABC/妄想族）桜木莉愛
- 艶セクシーSTYLE NO.1 優月良花（2012年6月1日 h.m.p）優月良花
- 病院で隣のベッドにお見舞いに来た女のパンチラは欲求不満のお誘いサイン?!チ○ポだけ元気な俺はカーテン越しにぷりぷり揺れる女の尻に突き立ててやった（2012年6月7日 SWITCH）間宮純 美緒みくる 有村千佳 若菜亜衣 早坂愛梨
- ノーパン女教師 麻生めい（2012年6月7日 プレミアム）麻生めい
- エスワンスペシャル 佐々木りのあ（2012年6月7日 S1）佐々木りのあ
- 淫乱すぎる親戚の叔母（2012年6月8日 KMP）風間ゆみ
- カラダ良し子ちゃんのいる風俗店 奥田咲（2012年6月8日 アリスJAPAN）奥田咲
- ミリオン・ドリーム 女子校生は怪盗シスターズ（2012年6月8日 KMP）麻倉憂 神咲詩織 藤井シェリー
- 素人生ハメ！ママ友ナンパ4幼妻愛好会 無垢で優しさあふれるママさんとオトナのお遊戯（2012年6月10日 ホットエンターテイメント）
- 私は痴女 人妻編 奥さん！そのエロ顔だけでフル勃起（2012年6月15日 クリスタル映像）さくら亜美 名城翠 小牧七菜 桐原あずさ
- 言いなり薄幸少女 鬼畜義父に骨の髄までしゃぶり尽くされて…（2012年6月21日 ヒビノ）夏目優希
- 新人！kawaii専属デビュ→18歳！美少女アイドルAV解禁♪音無さやか（2012年6月25日 kawaii）音無さやか
- 義父のとてもいやらしい接吻のトリコになった若妻（2012年7月5日 ヒビノ）黒木いちか(東条かれん)
- 出張マッサージの美熟女にセンズリ見せつけ猥褻 4時間SP2（2012年7月10日 ホットエンターテイメント）
- 元気良し子ちゃんのいる風俗店 川上奈々美（2012年7月13日 アリスJAPAN）川上奈々美
- 新人！清純Eカップ娘の(初)体験だらけデビュー初花-hatsuhana- 小倉彩（2012年7月13日 KUKI）小倉彩
- ダンナ以外に男を知らない若妻は品性下劣な義父の玩具にされた（2012年7月19日 ヒビノ）Maika
- ムチムチの性奴花嫁（2012年07月20日 ユートピア）葉月菜穂
- 芸能人痴女デビュー（2012年7月25日 美）美咲うらん
- GET-style 3～現役AV男優大集合!～（2012年8月 GET-FILM）月野帯人 服部義 池田径
- 初潜入！女性限定SEXスクールがあった（2012年8月5日 パラダイステレビ）
- ノーパン女教師3時間スペシャル（2012年8月7日 プレミアム）吉崎直緒
- ドキドキ初体験セックス（2012年8月7日 S1）中野えりか
- スクール水着媚薬 女子校の補習授業中に媚薬を飲ませたらお尻をプリプリさせてあっという間にチ○ポを欲しがった（2012年8月9日 SWITCH）橘みちる 白石まみ 武井麻希 葵なつ 平子ちか
- 花火大会の日に出会った、誰もが振り返るほどの美形な浴衣ギャルの正体は、昔は地味で目立たなかったあの女の子。その変貌ぶりに熱くなる股間を隠そうとすると、吐息をもらし僕に身体を密着させてきた。（2012年8月9日 GARCON）瀬名あゆむ 武井麻希 黒咲ゆり
- 「常に性交」メンズエステ（2012年8月9日 SODクリエイト）水希杏 水嶋あずみ 日向ひなた
- 関西で見つけた石原さ○み似の綺麗なお姉さん あの子にやってみたい6つのエロいこと！！（2012年8月10日 アップス）市川さとみ
- 純真 若菜ひまり（2012年8月10日 宇宙企画）若菜ひまり
- カラダで払うワケあり人妻5時間Special（2012年8月10日 KMP）
- センズリ鑑賞会7 恥じらい素人娘に見せつけちゃいました（2012年8月10日 ホットエンターテイメント）
- 乳首をネットリ責めてあげる（2012年8月13日 ムーディーズ）里美ゆりあ
- 初脱ぎ熟女 恥じらい新人デビュー8（2012年8月14日 クリスタル映像）小谷なおこ 松井えみ 天宮なる 吉野艶子
- 五十路の香り（2012年8月15日 ネクストイレブン）吉原千香子
- コスプレ オナニーヘルパー 3D あすか光希（2012年8月15日 ネクストイレブン）あすか光希
- erect～極上のイケメンが魅せるエロすぎる交尾～（2012年8月16日 ACCEED）アキラ 真琴 タツ
- BLACK GAL SPECIAL 黒ギャル泥酔逆ナンパ 中出し集団乱交Club（2012年8月19日 kirakira）琥珀うた 武井麻希 hinano 来栖リア
- 昭和下町女郎宿（2012年8月20日 ネクストイレブン）岬汐莉 北川亜矢 山田和歌子
- 男性用下着訪問販売員のおばさん（2012年8月20日 ネクストイレブン）湯島弘恵 山田和歌子 菅野美幸 北川亜矢 吉原千香子
- 義父のすご～くいやらしい接吻のトリコになった若妻（2012年8月23日 ヒビノ）ももかさくら
- 完璧BODY騎上位痴女-止まらない腰フリ-（2012年8月24日 美）一之瀬ルカ
- 飢えた人妻たちの不倫パーティーPart2（2012年8月24日 エマニエル）稲森琴 白鳥寿美礼 木村真子
- 夜這い屋本舗-Jカップ101cm爆乳で寝込みを襲う痴女-（2012年8月25日 美）大島アイル
- 新人！kawaii専属デビュ→スタア候補☆惹かれる美少女 仁美まどか（2012年8月25日 kawaii）仁美まどか
- 語りかけセックス ベッドで使える魔法の言葉 for MEN（2012年8月30日 オルスタックピクチャーズ）横山美雪 藤原ひとみ
- 語りかけセックス ベッドで使える魔法の言葉 for WOMEN（2012年8月30日 オルスタックピクチャーズ）横山美雪 藤原ひとみ
- 狙われたOL…ストーカー痴漢 Rio（2012年9月1日 アイデアポケット）Rio
- 僕を誘惑する隣の綺麗なお姉さん（2012年9月1日 プレステージ）夢夏まなつ
- 手コキクリニック 手淫・口淫・性交 出張精液採取SP（2012年9月6日 SODクリエイト）遥めぐみ 上原亜衣 源すず 平子知歌 宮崎美冬 野々宮める
- あさ美の舌でアナタの全部舐めまくってあげる（2012年9月7日 プレミアム）小川あさ美
- ママ友に誘われた合コンで…（2012年9月7日 カマタ映像）北川美緒
- 童貞泥棒チェリーキャッツ前編「筆おろし精子、いただきます。」（2012年9月7日 S1）上原保奈美 春菜はな 仲里紗羽
- 自分では気づいていない、汗ばんだ恥ずかし過ぎる脇の下をジッと見ていた僕は…（2012年9月11日 プレステージ）野村あいの 辻愛菜
- 爆乳逆痴漢 Hitomi（2012年9月13日 ムーディーズ）Hitomi
- 妹にお風呂で性行為に及ぶ兄の禁断映像（2012年9月14日 TMA）
- 汗だく汁まみれ性交（2012年9月14日 アリスJAPAN）水城静来
- 一条綺美香 48歳 AV DEBUT（2012年9月20日 SODクリエイト）一条綺美香
- 4人にパンチラ挑発されて犯された俺（2012年9月21日）有沢実紗 大槻ひびき 鏡麗子 堀口奈津美
- 無防備な妹にオンナを感じたボク（2012年9月21日 クリスタル映像）篠田ゆう 成美雪菜 美波ちよ 大倉彩音
- 太もも妻 男を狂わせるほどの魅惑の肉感下半身！（2012年9月21日 まぐろ物産）柴咲ゆうり
- 神崎かおり AV解禁（2012年9月25日 ダスッ！）神崎かおり
- 6つのコスチュームでセックchu☆（2012年9月25日 kawaii）音無さやか
- コスプレ例大祭4（2012年9月28日 TMA）野村萌香 琥珀うた 長谷川しずく 宮地由梨香 夏目優希 今井ひろの
- 六年三組体育館中出し乱交（2012年9月28日 I.B.WORKS）白鳥あすか 宇佐美なな 篠めぐみ
- 犯された美人巨乳女教師（2012年10月1日 アイデアポケット）初音みのり
- 敏感な私のホンキのセックス 大槻ひびき（2012年10月1日 S-Cute）大槻ひびき
- 息子の大きすぎるチンポが気になって…（2012年10月1日 ABC）元山はるか
- パートのおばさんたちは欲求不満で新人バイト君の若い体を狙ってる！3（2012年10月4日 グローリークエスト）白鳥美玲 美里愛 結希玲衣 池永京子
- 四十路セックスレスな人妻 月に一度の不倫（2012年10月5日 クリスタル映像）新澤久美子 柳原紫乃 吉宮詩織 大田ゆりか
- ハードコア19歳デビュー夏目りょうこ オ○ンコもアナルも指ズボされて何十回もイキまくるSEX（2012年10月5日 h.m.p）夏目りょうこ
- 父親の借金を未発達なカラダで返済させられる娘（2012年10月6日 ヒビノ）宮地由梨香
- 彼氏を見舞いに来た女の無意識パンチラに勃起!気付いた女はカーテン越しの俺のチ○ポに尻をすり寄せた（2012年10月6日 SOD）波多野結衣 向井一葉 荒木ありさ 月岡雅 堀内かえで
- 優しい義姉の白い指が、内緒でボクのチ○ポに触れた時（2012年10月6日 ヒビノ）波多野結衣
- 引退×放尿 潮吹きスペシャル アンジェ（2012年10月7日 プレミアム）アンジェ
- 巨乳若妻 年下喰い（2012年10月9日 OPPAI）知世奏
- マジ友の前で羞恥9 街頭で女の子2人組をナンパして友達の前で淫らな行為をさせる（2012年10月10日 ホットエンターテイメント）
- 勇気あるナンパ10 年の差15歳以上の可愛い熟々おばさんをゲット（2012年10月10日 ホットエンターテイメント）高倉優子 菊地遥奈 三井さおり 内田典子 中条ゆかり
- 姉に催眠術をかけて猥褻行為に及ぶ愚弟の投稿映像（2012年10月12日 青空ソフト）
- 美神 桜奈々美debut 4本番スペシャル（2012年10月14日 KMP）桜奈々美
- 処女 現役歯科助手 新垣舞(20)（2012年10月16日 ROCKET）新垣舞
- 昼下がりの人妻カフェにふらりと入ったら、隣に座った若妻が夫には見せないパンチラで俺のチ○ポをその気にさせた（2012年10月18日 SWITCH）水澤まお
- 狂おしき接吻と情交 美人妻と義父（2012年10月18日 ヒビノ）RYU
- 秘密エージェント イキータ002（2012年10月19日 映天）平山こずえ
- 美しい痴女の接吻と性交 上原保奈美（2012年10月19日 S1）上原保奈美
- 並木優の濃厚な接吻とSEX（2012年10月19日 アイデアポケット）並木優
- 豊満爆乳輪 ド派手で下品な肉欲お姉ちゃん（2012年10月19日 まぐろ物産）めい
- 超爆乳未亡人（2012年10月19日 ユートピア）かおり
- ど淫乱熟女が逆ナンパして逆レイプ!!（2012年10月20日 ネクストイレブン）青田友里 阪田奈美 石橋ゆう子 平沼知子 福原まゆみ 坂口麗子
- ファッションモデル撮影会の罠 カメラ小僧の大暴走編（2012年10月20日 ネクストイレブン）三上香里菜 あすか光希 野々宮める
- もっと2エッチッチ！！（2012年10月25日 kawaii）水樹うるは
- 新居水浸し潮吹きセックス（2012年10月25日 マドンナ）白木優子
- OPPAI×美 超絶爆乳ぬるぬる乱交スペシャル（2012年10月25日 美）綾瀬みなみ 大島あいる 桜木莉愛 長澤あずさ
- ようこそ！超高級ご奉仕ソープへ 泡姫ゆいがご奉仕いたします（2012年10月26日 マックスエー）藤嶋唯
- ここみんのコスプレ4時間5本番 成瀬心美（2012年10月26日 KMP）成瀬心美
- 純真 篠宮ゆり（2012年10月26日 KMP）篠宮ゆり
- 美セクシーボディSEX（2012年10月26日 マックスエー）小倉奈々
- 一人暮らしの散らかった狭い部屋に泊まりに来た田舎のいとこ達と布団一枚で一緒にピッタリ添い寝してたら勃起したので尻に擦りつけてみた（2012年11月1日 SWITCH）浅倉ひなの(南りいさ/白石美香)
- 犯された美人過ぎる女教師（2012年11月1日 アイデアポケット）Rio
- 絶対に解かれることのない拘束 秋山祥子（2012年11月2日 h.m.p）秋山祥子
- 女教師監禁輪姦（2012年11月7日 マドンナ）千紘真奈美
- 僕を誘惑する隣の綺麗なお姉さん（2012年11月9日 プレステージ）浜崎真緒
- 素人生ハメ！ママ友ナンパ5幼妻愛好会 無垢で優しさあふれるママさんとオトナのお遊戯（2012年11月10日 ホットエンターテイメント）
- 初恋のひと お願い、ここだけは見ないで…（2012年11月17日 シネマユニット・ガス）山田ももか
- 僕を誘惑する隣の綺麗なお姉さん（2012年11月20日 プレステージ）神波多一花
- 受験生の僕には大問題！裸族な姉とひとつ屋根の下（2012年11月22日 アイエナジー）雨宮琴音 Maika 大槻ひびき
- 復活♪kawaiiデビュ→挨拶代わりの4回エッチッチ！ 園咲杏里（2012年11月25日 kawaii） 園咲杏里
- AV無理 月奈もえ（2012年12月1日 未満）月奈もえ
- 入院中の禁欲生活で暴発寸前の童貞チ○ポを見た看護師は手とり足とり優しく筆下ろししてくれるか？VOL.1（2012年12月6日 DANDY）
- (裏)手コキクリニック〜完全版〜性交クリニックファン感謝祭2012 超豪華！年末特大号（2012年12月6日 SODクリエイト）前田陽菜 夏目優希 牧瀬ひかり 椎名ゆな 尾形まゆ 岩佐あゆみ
- 新人NO.1 STYLE 未成年ヌードルAVデビュー（2012年12月7日 エスワン）伊藤りな
- 出張マッサージの美熟女にセンズリ見せつけ猥褻9（2012年12月10日 ホットエンターテイメント）
- 一流のオバ様ナンパ 美熟女中出しJAPAN7（2012年12月10日 ホットエンターテイメント）
- センズリ鑑賞会9 恥じらい素人娘に見せつけちゃいました（2012年12月10日 ホットエンターテイメント）
- 美乳で美尻の美人さんお届けします。（2012年12月14日 KMP）
- 巨乳人妻温泉イヤシの宿10（2012年12月14日 アットワンコミュニケーション）伊藤涼子 一色まりな 大橋くるみ
- イカセ4時間スペシャル 麻倉憂 2（2012年12月14日 KMP）麻倉憂
- 爆乳逆痴漢師-男を犯し続ける奇特な性癖-さくら悠（2012年12月16日 美）さくら悠
- 幻母 禁断母子スワップスペシャル 最強痴女淑母たちの甥っ子筆下ろし祭り（2012年12月19日 VENUS）桐原あずさ 川上ゆう 鏡麗子
- 常に性交 メンズエステ超VIP中出しスペシャル（2012年12月20日 SODクリエイト）
- ドSな彼女にイジメられたいドMなボク（2012年12月21日 クリスタル映像）朝露メイサ 矢沢りょう 藤咲エリカ 野宮あかり
- 中出し母子相姦 浮気な夫に捨てられて（2012年12月21日 小林興業）堀川奈美 三浦レミ
- 一人暮らしの散らかった狭い部屋に泊まりに来た田舎のいとこ達と布団一枚で一緒にピッタリ添い寝してみたら勃起したので尻に擦りつけてみた（2012年12月21日 SWITCH）
- 文化系部活少女 軽音部 ゆうり（2012年12月24日 ラマ）日向優梨
- 京菓 つぼみ（2012年12月25日 CMP）つぼみ

- 神谷みゆのガマンみるく 潮吹きもアヘ顔も絶対禁止でセックス（2013年1月1日 h.m.p）神谷みゆ
- 母が白衣を脱ぐとき3（2013年1月1日 ムーディーズ）中森玲子 前田優希 澤村レイコ(高坂保奈美、高坂ますみ)
- 日焼け金麦ボインと性交（2013年1月4日 ワープエンタテインメント）愛沢有紗
- 隣のお姉さんのデカ尻についムラムラ 豊満ヒップをオカズにオナっていたら…逆に犯されちゃった2（2013年1月6日 クリスタル映像）大堀香奈 水澤まお 大崎美佳 及川はるな
- 絶頂パイズリ挟射！秋吉ひな（2013年1月7日 プレミアム）秋吉ひな
- 母親の目を盗んで息子のズボンを脱がす訪問販売員の美熟女2（2013年1月10日 ホットエンターテイメント）仲川あおい 新山かえで 遥めぐみ 高城さやか
- ワケあり素人デート倶楽部（2013年1月11日 LEO）高瀬茉希 春原未来 新山かえで
- 黒ギャル泥酔酒乱ドキュメント（2013年1月18日 虎堂）HINANO
- 一度でいいから見てみたい！新妻が部下のチ○ポしゃぶるところ（2013年1月20日 STAR PARADISE）愛菜友華 美咲あすみ
- 姉と彼氏のDV現場を目撃した弟のなぐさめ近親姦（2013年1月20日 STAR PARADISE）美咲あすみ 葵莉乃 姫乃未来(芦沢まゆら)
- マジックミラー便シリーズ史上最多支持率！もう一度みたい素人娘NO.1！ガードが堅すぎてかかった交渉日数なんと40日！MM便が横浜で見つけたお花屋さんの看板娘が顔出し出演で処女喪失 かすみちゃん18歳〇〇国立大学1年生（2013年1月24日 ディープス）
- 女教師 輪姦レイプ（2013年1月25日 アリスJAPAN）朝比奈あかり
- 仲良し3人組の気ままな週末連れコン温泉！（2013年1月25日 KMP）冴島かおり 篠原杏 春原未来
- ショタ・チビ亀くんのハレンチいたずら日記（2013年1月29日 ドリームステージ）小早川怜子
- 近親相姦 スタイル抜群な僕の叔母さん（2013年2月1日 カマタ映像）小早川怜子
- 僕を誘惑する隣の綺麗なお姉さん（2013年2月1日 プレステージ）桜花りり
- デカマラマチオ 〜嗚咽と快姦〜（2013年2月7日 プレミアム）秋吉ひな
- 母子交尾［男鹿高原］（2013年2月7日 ルビー）伊藤まい
- 混浴温泉で自分のカラダを見て勃起した見ず知らずのチ○ポに、理性のストッパーが外れてしまったエリート進学○校教師（2013年2月7日 東京ティンティン＋）佐伯春菜 辺見麻衣 星野ゆず
- 全裸○校 3年B組（2013年2月8日 アリスJAPAN）小島みなみ
- New Comer 艶っぽい、未成年。（2013年2月8日 マックスエー）石原美希
- ガマン出来ない肉食系痴女 4時間（2013年2月8日 KMP）
- 泥酔お姉さん ピュアな素肌が僕の股間を刺激する3（2013年2月10日 ホットエンターテイメント）藤北彩香 中島のりあ 鈴南ほのか 朝比奈みくる 森川ななせ 高月唯
- 素人生ハメ！ママ友ナンパ6 幼妻愛好会 無垢で優しさあふれるママさんとオトナのお遊戯（ホットエンターテイメント 2013年2月10日）
- 会員制 最高級おっぱいオイルエステ店 セラピスト杏梨 101cmKcup（2013年2月19日 OPPAI）沖田杏梨
- 母親の目を盗んで息子のズボンを脱がす訪問販売員の美熟女2（2013年2月20日 ホットエンターテイメント）
- カーテン一枚！彼氏の隣りで彼女を性感マッサージ 4（2013年2月20日 STAR PARADISE）桜いちか 中松ひな 桜井るる 近江ゆうみ
- 人妻性感オイルエステ2（2013年2月21日 アイエナジー）
- デカチン味くらべ（2013年2月22日 アリスJAPAN）麻美ゆま
- バス痴漢物語（2013年2月22日 宇宙企画）成瀬心美
- 完全破壊！ダブルフィスト2穴ファック（2013年2月22日 メーテルホルモン）星川麻美
- 初めての浮気現場 12（2013年2月22日 クリスタル映像）藤崎いづみ 渡瀬美穂 秋本美紗子 宝城薫子 冴島ゆうり
- 食い込む！ハミ出す！破ける！爆乳爆尻小さい服パラダイス 120-K（2013年2月23日 シネマユニット・ガス）美波じゅん
- 近親相姦 新しいお義母さん（2013年2月28日 ドリームステージ）北園由香利
- 3人同時喪失。全員処女乱交（2013年3月1日 ズッコン/バッコン）仁科和子 真木洋子 榎波愛
- 友達のママの性教育（2013年3月1日 カマタ映像）冬木舞
- 尻伝説（2013年3月4日 実録出版）篠田ゆう
- 初裸 virgin nude/倉持結愛（2013年3月7日 グラッツコーポレーシヨン）倉持結愛
- 出張MM(マジックミラー)号 in ラブホテル SODとラブホテルが夢のタッグを組んだ超特別企画 1日限定の特別室 解放感溢れる”“MM号部屋”で露出感を味わいながらいつもより100倍刺激的で気持ちイイエッチしてみませんか？（2013年3月7日 SODクリエイト）
- 覗かれた新婚若妻の性生活（2013年3月8日 KUKI）春川まお
- カラダで払うワケあり人妻5時間special3（2013年3月8日 KMP）
- カワイイコスプレ 星宮あい（2013年3月8日 KMP）星宮あい
- 新人×アリスJAPAN クラスで一番目立たなかったあの子はドスケベボディ（2013年3月8日 アリスJAPAN）月本るい
- いやらしい接吻と交尾（2013年3月8日 アリスJAPAN）前原友紀
- マジ友の前で羞恥 街頭で女の子2人組をナンパして友達の前で淫らな行為をさせる4時間 SP3（2013年3月10日 ホットエンターテイメント）
- 勝ち組セレブナンパ 高級住宅街で年の差15歳以上の玉の輿美人おば様をゲット！！（2013年3月10日 ホットエンターテイメント）
- 母親の目を盗んで息子のズボンを脱がす訪問販売員の美熟女3（2013年3月10日 ホットエンターテイメント）美泉咲 三井萌 秋吉瑪瑙 天野小雪
- 出張マッサージの美熟女にセンズリ見せつけ猥褻10（2013年3月10日 ホットエンターテイメント）
- かわいい素人が大量潮吹き4時間2（2013年3月10日 ホットエンターテイメント）
- 美熟女攻略宴会！！酔いがまわりいい感じにエロくなった熟女をお持ち帰りSEX！！4時間SP（2013年3月10日 ホットエンターテイメント）
- 催淫エステ素人娘媚薬入りオイルマッサージ2（2013年3月10日 ブリット）
- 性感個室エステでアソコ濡らしちゃった私たち（2013年3月13日 アロマ企画）
- 爆乳ヤリマン女教師（2013年3月13日 ムーディーズ）尾上若葉
- スパルタお母さん（2013年3月15日 オフィスケイズ）松本まりな
- ずーっと乳首いじってセックスしてあげる（2013年3月15日 オフィスケイズ）深田梨菜 篠めぐみ 武井麻希
- 咥えこんだらイクまで離さないすっぽんフェラ（2013年3月15日 オフィスケイズ）深田梨奈 岩佐あゆみ 松本まりな 武井麻希 高沢沙耶 当真ゆき
- 爆乳かれんちゃんのムチムチ肉弾学園（2013年3月15日 まぐろ物産）かれん
- REAL素人 生涯一本のAV Twitt●rでナンパした女の子はセックス中毒のIカップ！（2013年3月16日 シネマユニット・ガス）
- 息子の大きすぎるチンポが気になって…（ABC/妄想族 2013年3月19日）高橋美緒
- 95cmJcup オイルでぬるテカおっぱいフルコース（2013年3月19日 OPPAI）菅野さゆき
- 椎名理沙のSEXYチャンネル（2013年3月19日 S1 NO.1 STYLE）椎名理沙
- Boin「吉永あかね」Box2 吉永あかね絶頂激イカセ！デジタルモザイク匠（2013年3月19日 ABC/妄想族）吉永あかね
- 彼女が寝ている隙に女友達と絶対ナイショのスリルSEX（2013年3月20日 SCANDAL）桜いちか 中松ヒナ 朝倉優 佐伯ありさ 渡部智菜
- 学校でしようよ（2013年3月22日 KMP）雪本芽衣
- 義母に夜這い 母さんボクを男にして下さい（2013年3月22日 クリスタル映像）沢村ゆうみ 近藤すみか 神田朋実 寺山あやか
- INTERNATIONAL BALLET COMPETITION WINNER 麻宮玲 軟体開脚拘束電マ！マシンバイブで激イカセ！生中出し12発！で引退！（2013年3月23日 サディスティックヴィレッジ）麻宮玲
- 新 クリトリスの皮を剥いて豆いぢり（2013年3月25日 アロマ企画）椎名みゆ 鮎美セーラ 吉村杏奈 栗山朋香 瀧川花音 由良真央
- Boin「小衣くるみ」Box3 小衣くるみがAV女優から転職しちゃいました！デジタルモザイク匠（2013年4月1日 ABC/妄想族）小衣くるみ
- 新人デビューBoin「風音りん」Boin 爆長乳Jカップ デジタルモザイク匠（2013年4月1日 ABC/妄想族）風音りん
- ムチコス3 肉弾エロコスプレ娘達とハレンチ変態仮面参上！！（2013年4月1日 まぐろ物産）馬場のぞみ 美袋うさぎ 豊橋綾 水森ゆい みずき
- 脂ぎった中年男とのドロドロ性交（2013年4月5日 h.m.p）望月あゆみ
- 女装っ子くらぶ4（2013年4月8日 Acceed）
- 素人生ハメ！ママ友ナンパ7 幼妻愛好会 無垢で優しさあふれるママさんとオトナのお遊戯会（2013年4月10日 ホットエンターテイメント）
- 路上ナンパで初撮りされた恥じらい潮吹き初体験2（2013年4月10日 ホットエンターテイメント）
- (裏)手コキクリニック～完全版～性交クリニック8 美人ナース大集合スペシャル（2013年4月11日 SODクリエイト）
- ガチ本番！！働く美人OLナンパ即挿入！！in 宇都宮（2013年4月12日 KMP）
- 私は痴女 つぼみ篇（2013年4月12日 クリスタル映像）つぼみ
- 父と私は近親相姦中。新しい母にレズを教え込んだ私。（2013年4月12日 つちのこシンデレラ）牧野遥 芹沢つむぎ
- 親戚の叔母さんは覗かれ好き（2013年4月15日 ぼたん劇場）水嶋ゆり
- 母乳そんなに搾られたらお母さん…（2013年4月19日 ABC/妄想族）桜木美央
- Boin「吉永あかね」Box3 乳淫患者 恥辱の宴（2013年4月19日 ABC/妄想族）吉永あかね
- 無防備な叔母の脇毛（2013年4月25日 マドンナ）折原ゆかり
- 爆乳小便まみれ大乱交（2013年4月25日 オペラ）深田梨菜 当真ゆき 美月優芽
- 勝負下着でナンパ待ち(2013年4月26日 アリスJAPAN)辰巳ゆい
- 「神乳首」卑猥ランジェリー 着たままイキ狂う ボイン羽生稀ボックス（2013年4月26日 ABC/妄想族）羽生稀
- 18歳新人 ボイン桜瀬ありなボックス（2013年5月1日 ABC/妄想族）桜瀬ありな
- 人工授精に代わる新しい子作りの方法 中出し授精孕ませ妊娠仲介所（2013年5月9日 V＆Rプロダクツ）
- 絶滅寸前！？激ウブちゃんナンパ 今時珍しい男好みな清純派乙女を硬派に口説く（2013年5月10日 ホットエンターテイメント）
- 人妻専門デリヘル口説き 優しくリードしてくれる美人妻に挿入セックスおねだり交渉（2013年5月10日 ホットエンターテイメント）
- 淫虐な爆乳婦人（2013年5月17日 ユートピア）かれん
- ○乳弄り ロリ巨乳凌辱 ボイン入江愛美ボックス2（2013年5月19日 ABC/妄想族）入江愛美
- 息子の大きすぎるチンポが気になって…（2013年5月19日 ABC/妄想族）稲川なつめ
- 萌えコスでえっちしよっ（2013年5月24日 KMP）雪本芽衣
- 超！！ハズかC失禁（2013年5月24日 アリスJAPAN）辰巳ゆい
- すっぴん美少女伝説 ～長い黒髪がよく似合う君～ 新人 枝村千春（2013年5月24日 First Star）枝村千春
- 1020mmの衝撃 新人デビュー Kカップ ボインももい理乃ボックス（2013年5月31日 ABC/妄想族）ももい理乃
- 行列のできるカリスマエステティシャン（2013年6月7日 クリスタル映像）小早川怜子 美咲結衣
- センズリ鑑賞会13 恥じらい素人娘に見せつけちゃいました（2013年6月10日 ホットエンターテイメント）
- 隣の綺麗なお姉さん（2013年6月11日 プレステージ）鈴村あいり
- ほろ酔い熟女（2013年6月15日 ぼたん劇場）水嶋ゆり
- 淫乱キッチン（2013年6月15日ぼたん劇場）中田優美子
- 吉永あかね先生の癒しの爆乳保育園（2013年6月19日 ABC/妄想族）吉永あかね
- 乳淫患者 恥辱の宴 ボイン入江愛美ボックス3（2013年6月19日 ABC/妄想族）入江愛美
- アブノーマルな経験豊富な20歳の淫乱人妻とハメまくりの1泊2日（2013年6月19日 まぐろ物産）
- 堕ちてゆく肉尻団地妻 豊満未亡人に群がる肉欲住人（2013年6月21日 まぐろ物産）馬場のぞみ
- 極上痴女の超絶BODYピタコス（2013年6月25日 美）蓮実クレア
- 地方ローカル局で大人気！おじ様たちの絶大な支持を得るお天気キャスター衝撃のAVデビュー（2013年7月1日 キャンディ）福山ゆかり
- 息子の大きすぎるチンポが気になって… 総集編 4時間（2013年7月1日 ABC/妄想族）翔田千里 矢部寿恵 青木美空 元山はるか 藤下梨花 堀川奈美 須藤早紀 稲川なつめ 高橋美緒 松島友里恵
- 草食イケメン ムーミンのセレブ人妻キラー巨根中出しナンパ 自由が丘編（2013年7月1日 アートモード）
- 汗だく！潮吹き！密着性交！ボイン弓束ちはやボックス2（2013年7月1日 ABC/妄想族）弓束ちはや
- いつも気になるあの娘はノーブラボイン4（2013年7月4日 グローリークエスト）望月マリア
- ●●ちん衝撃AVデビュー！（2013年7月5日 グレイズ）
- おばチラGET 実在する無垢な熟女の恥じらいEXPRESS 4（2013年7月10日 ホットエンターテイメント）
- センズリ鑑賞会14 恥じらい素人娘に見せつけちゃいました（2013年7月10日 ホットエンターテイメント）
- 素人生ハメ！ ママ友ナンパ 幼妻愛好会 無垢で優しさあふれるママさんとオトナのお遊戯 4時間SP2（2013年7月10日 ホットエンターテイメント）
- 汚された母の白衣（2013年7月13日 溜池ゴロー）矢部寿恵
- 56歳とは思えない美乳の熟したパンスト奥様。晴美さん(56歳)（2013年7月15日 ぼたん劇場）
- むっちり太もも盗撮写真が○校時代に流出！ネットで話題になった吹奏楽部出身の女の子がAVデビュー 館山ちなみ 18歳（2013年7月15日 ピーターズMAX）館山ちなみ
- ふしだらな下宿のおばさん 亜矢子さん(43歳)（2013年7月15日 ぼたん劇場）
- 清楚で素敵な義母さんは、息子のデカチンに夢中で今日もマ○コを濡らす（2013年7月18日 ヒビノ）三浦恵理子
- 新人長乳 水着から溢れ落ちる程の長さボイン 望月マリアボックス（2013年7月19日 ABC/妄想族）望月マリア
- 独占！新人爆乳デビュー ピンク大乳輪 ボイン荒木りなボックス（2013年7月19日 ABC/妄想族）荒木りな
- バコバコ風俗NO.1指名 4時間スペシャル（2013年7月19日 エスワンナンバーワンスタイル）香西咲
- 助平女の敬語セックス（2013年7月19日 オフィスケイズ）稲川なつめ 杏紅茶々 当真ゆき
- 究極の肉弾フェチ祭り 犯したくなる肉感娘の様々な日常性活！！（2013年7月19日 まぐろ物産）藤咲凛
- デカブラ若妻 美波じゅん 男を狂わせる女（2013年7月20日 シネマユニット・ガス）美波じゅん
- 親友の母 英語教師（2013年7月25日 ルビー）細谷有紀子
- 息子の大きすぎるチンポが気になって・・・（2013年8月1日 ABC/妄想族）松嶋友里恵
- 新人デビュー イギリス人ハーフ巨乳輪ボイン 高橋エミリーボックス（2013年8月1日 ABC/妄想族）高橋エミリー
- 草食系イケメンムーミンのセレブ美熟女キラー巨根中出しナンパ 恵比寿編（2013年8月1日 アートモード）
- キュン。自由すぎる彼女と恋人未満の彼氏（2013年8月2日 h.m.p）春乃千佳
- 私は痴女 上原亜依篇（2013年8月2日 クリスタル映像）上原亜依
- 正真正銘！真正処女！今まで処女膜を一回も破られていない28歳ららちゃん ～涙の鮮血処女喪失デビュー～（2013年8月10日 unfinished）
- 勇気あるナンパ 年の差15歳以上の可愛い熟々おばさんをゲット！！12（2013年8月10日 ホットエンターテイメント）
- 泥酔お姉さん ピュアな素肌が僕の股間を刺激する4時間SP（2013年8月10日 ホットエンターテイメント）
- 従順すぎるいいなりな貧乳21（2013年8月10日 unfinished）板野有紀
- 星野あかりのエロい淫汁味わいながら有沢りさのGカップで亀頭包みこまれるエロ贅沢すぎる3Pセックス（2013年8月13日 アロマ企画）星野あかり 有沢りさ
- 私、130kgありますけど・・・何か？（2013年8月19日 フェチマニアック映像制作所）山中はずき
- 新人 40歳Gカップ 立花紫保 まじわり。〜十数年ぶりの性交相手は息子でした〜（2013年8月19日 ABC/妄想族）立花紫保
- 母乳が際立つエロ衣装 激イカセ（2013年8月19日 ABC/妄想族）南佳代
- 苦辱ハメ潮輪姦（2013年9月1日 ムーディーズ）鶴田かな
- 近親相姦 3P好色婦人（2013年9月5日 ジャネス）中野彩 内田美奈子 星杏奈 香坂めぐ 花沢真子
- 色白淑女、川島彩音、独占陵辱デビュー 犯されたい彼女の恥ずかしすぎる妄想を成りきり陵辱若妻ドラマで叶えてみました（2013年9月5日 ヒビノ）川島彩音
- 仲良し親子にちょっかいを出すエロ美熟女訪問販売員 12人4時間（2013年9月10日 ホットエンターテイメント）
- 赤面！マジ友の前で羞恥 仲良しだから見せたくない！！ナンパされた2人組が恥ずかしい行為をお互いに見られるという究極の羞恥体験 8時間（2013年9月10日 ホットエンターテイメント）
- 隣の綺麗なお姉さん 川村まや（2013年9月12日 プレステージ）川村まや
- Hカップふっくら女子の激イカセ（2013年9月13日 マックスエー）桃乃誉
- 憧れのバドミントン部学園アイドルが卒業記念に脱いじゃいました。（2013年9月13日 TMA）ほのかまゆ
- 自宅に派遣された美乳女子大生講師をハメる（2013年9月13日 KMP）
- 義母性支配（2013年9月19日 ABC/妄想族）弓束ちはや
- プレミアム睾丸回春エステ3 feat.波多野結衣（2013年9月25日 アロマ企画）波多野結衣
- 地味だけど美少女 男無縁生活19年 高学歴現役名門女子大一年生 ナチュラル地味子生中出し（2013年09月27日 First Star）
- 絶・対・美・少・女 奇跡の純白透明感 AVデビュー 鈴木心湖(18歳)（2013年10月2日 キャンディ）鈴木心湖
- センズリ鑑賞会15 恥じらい素人娘に見せつけちゃいました（2013年10月10日 ホットエンターテイメント）
- 義弟の前で陵辱された巨乳兄嫁は夫に言えなくて肉奴隷として美乳を弄ばれ犯される（2013年10月10日 ヒビノ）月本るい
- こっそり寝取り大作戦 友達のカレシとヤッちゃいました！（2013年10月15日 STAR PARADISE）月野帯人
- 大好きなお姉ちゃんの結婚式前夜に布団に潜り込み中出し近親相姦！（2013年10月24日 Hunter）
- 巨根ハメまくりFUCK（2013年10月25日 EROTICA）瞳
- MIYABIの全裸家庭教師（2013年11月5日 D☆Collection）MIYABI
- 魅惑の中出しチアリーダー！（2013年11月7日 BeFree）周防ゆきこ
- 麗しの才女 イカセの洗礼（2013年11月8日 マックスエー）大江友紀
- お姉ちゃんと2人きりの姉弟王様ゲーム！（2013年11月9日 Hunter）
- 催淫エステ素人娘媚薬入りオイルマッサージ 3（2013年11月10日 ブリット）
- いつもは口うるさい女上司だが、ダメな僕の一生懸命な姿に母性本能をくすぐられたのか2人きりになったら態度が急変して…（2013年11月12日 プレステージ）
- フェアリーのようなお嬢様の特技は新体操 AVデビュー 秋月有紗 18歳（2013年11月15日 ピーターズMAX）
- 170センチ モデル系女子が就職したのはキモメン株式会社だった（2013年11月21日 ヒビノ）松岡セイラ
- 隣の綺麗なお姉さん（2013年11月22日 プレステージ）藤田まゆみ
- Gスポットを遥かに越える衝撃的快楽！雪乃の子宮で感じるポルチオセックス（2013年11月21日 アイエナジー）河愛雪乃
- 中出しお義母さんが教えてあげる 膣から溢れる息子の白濁スペルマ（2013年12月25日 ビッグモーカル）小早川怜子 秋野千尋 黒沢那智
- 爆乳×超絶ボディ！！（2013年12月6日 クリスタル映像）みなせ優夏
- 連続騎乗ハメ狂い、下品な腰つき（2013年12月13日 マックスエー）司ミコト
- 53歳Hカップ 母の豊乳が僕を誘惑する（2013年12月19日 ABC/妄想族）大野実花
- 行列のできるパイズリ屋さん 舌で待ち受け挟射、ゴックン！（2013年12月21日 シネマユニット・ガス）塚田詩織
- サービス中に何度もおっぱいを顔に押しつけてくる美人美容師は確実に欲求不満！興奮したフル勃起チ○ポまで積極的にスッキリさせてくれました！2（2013年12月27日 スクープ）

- いつも気になる魅惑の谷間 夢にまで見た母のパイズリ（2014年01月01日 ABC/妄想族）黒沢那智
- 楽しくなければナンパじゃない！！ 4時間DX7 予想外にエッチな反応をするちょいカワ素人娘をゲット！（2014年01月10日 ホットエンターテイメント）
- 持ち帰られた泥酔美人妻 5（2014年01月10日 ブリット）
- 記憶を無くした姉との性交（2014年01月23日 アイエナジー）紀崎りおな
- 踊る近親相姦 Shall we SEX？ 母の情熱的な社交ダンスに僕は勃起した！（2014年02月06日 ルビー）和田百美花
- 小悪魔フェイスで誘惑してくる僕の家庭教師は、勉強を頑張ったご褒美にHな事まで教えてくれる（2014年03月01日 プレステージ）橋本涼
- 息子の大きすぎるチンポが気になって…（2014年03月01日 ABC/妄想族）水野朝陽
- デカブラ熟女 富沢みすず 友達のお母さんはLカップ！（2014年03月01日 シネマユニット・ガス）富沢みすず
- 親に内緒でイタズラされる… 美熟家庭教師の羞恥に震える日焼け肌（2014年03月07日 ワープエンタテインメント）伊原詩織
- バイト先で知り合った素敵な奥さん（2014年03月25日 マドンナ）白木優子
- 極上ボディ Hカップちはや 6SEX（2014年04月01日 ABC/妄想族）弓束ちはや
- 働くおっぱい過失乳 仕事中のおっぱいに誘惑され 4時間（2014年04月01日 ABC/妄想族）
- 赤面！マジ友の前で羞恥 仲良しだから見せたくない！！ナンパされた2人組が恥ずかしい行為をお互いに見られるという究極の羞恥体験 3（2014年04月10日 ホットエンターテイメント）
- 勇気あるナンパ 年の差15歳以上の可愛い熟々おばさんをゲット！！14（2014年04月10日 ホットエンターテイメント）
- 催淫エステ素人娘媚薬入りオイルマッサージ 4時間SP（2014年04月10日 ブリット）
- 素敵なカノジョ 有村千佳 セクシー美少女の制服ノーブラスク水痴女せっくす（2014年04月13日 BACK DROP）
- 友達の母は生中出し性奴隷（2014年04月25日 セレブの友）翔田千里
- めっちゃエロい謎の素人Kカップ　紀美子デビュー（2014年05月01日 シネマユニット・ガス）叶紀美子
- 第1回天下一乳首武闘会（2014年05月10日 ROCKET）
- G-CUP絶倫痴女のがっついた淫語セックス（2014年06月01日 Doスケベ/妄想族）紅音レイラ
- 爆乳かおり 形のいい巨尻でIカップ美人デビュー（2014年06月01日 シネマユニット・ガス）かおり
- 新人 白い肌にふくよかなJカップ はるか（2014年06月01日 シネマユニット・ガス）濱田はるか
- 爆乳とホテルにしけ込んでモミモミ 露出わがまま3PイキまくりSEX中毒（2014年06月01日 シネマユニット・ガス）松崎なな
- 出張マッサージの美熟女にセンズリ見せつけ猥褻 14（2014年06月10日 ホットエンターテイメント）
- 魔淫の拷問 第一章 凄絶なる快楽魔女性感 女体拷問研究所ライジング（2014年06月19日 MOTHERS ENTERTAINMENT PICTURES）上原亜衣 青山夏樹
- 母乳、そんなに搾られたらお母さん…（2014年06月19日 ABC/妄想族）加藤あずみ
- ぽちゃドル8 Jカップ黒人級むちむち肉尻の週末アイドル（2014年06月20日 まぐろ物産）塚田詩織
- 僕の妹がこんなにパイズリが上手いはずがない（2014年06月27日 メディアステーション）優菜真白
- 毎日お母さん…母の甘く優しい香り（2014年07月11日 なでしこ）※総集編　関口恵都子 石橋ゆう子 時越芙美江 南條しのぶ 真田友里 河合律子 羽鳥澄香 青木美里 桜井あずさ 山崎百合子
- 息子のムスコを手コキしたい母親集 4時間 3（2014年07月19日 ABC/妄想族）
- 父に厳しく育てられた娘は女友達の誘いも断り、首締め折檻プレイで悦楽に酔い中出しされる。（2014年07月24日 ヒビノ）AIKA 水原ひめか
- 辱めに濡れてしまう儚い未亡人の下半身極太がねじり込まれ声を殺して感じる（2014年08月07日 ヒビノ）新山沙弥
- 無言妻 夫が隣にいるのよ…（2014年08月08日 なでしこ） 葉月奈穂
- NEXT11 人気シリーズBEST 息子に襲われた母親達DX（2014年08月20日 STAR PARADISE）
- 痴漢調教 M奴隷に堕ちる女子校生（2014年08月21日 SODクリエイト）紗倉まな
- 姉の嫉妬に男に犯される巨乳妹 巨根をたたき込まれ悶絶絶頂（2014年08月21日 ヒビノ）水咲あかね
- 早く勃きなさい！ エッ！ 朝からもうこんなに大きくしちゃって…。42名（2014年09月01日 ABC/妄想族）
- W新人爆乳3時間 ゆか・佳奈子 綺麗な人妻Kカップ、イキまくる素人Jカップ（2014年09月01日 シネマユニット・ガス）
- 男の娘 お●んぽデート（2014年09月05日 OFFICE K'S）橘芹那
- くっついててもいいですか？（2014年09月05日 ワープエンタテインメント）瀬古ここ
- まんずり鑑賞会 自らクリトリスを擦ってオナニーしているところを見せて下さいとガチナンパ（2014年09月10日 ブリット）
- いじめ上手でドSなギャルママとSEXしませんか？（2014年09月12日 アップス）真野ゆりあ
- The黒沢那智 美熟女スペシャル 総集編 4時間（2014年09月19日 ABC/妄想族）黒沢那智
- 人妻は夫が隣にいるのに寝取られるスリルにオマ●コが疼きすぎて俺のチ●コを欲しがるので辛抱たまらん！！（2014年09月26日 なでしこ）寺崎泉
- 細身美少女のささやかな下乳（2014年10月01日 ムーディーズ）大澤美咲
- デカブラ若妻 松崎なな 男を惑わすフェロモンのKカップ（2014年10月01日 シネマユニット・ガス）松崎なな
- 全国爆乳スカウトキャラバン7 衝撃の130Lイキまくる125J応募素人105I（2014年10月01日 シネマユニット・ガス）キャンディ えみ さほ
- ベロチューセックス（2014年10月07日 プレミアム）真野ゆりあ
- 本物人妻7名の初公開プレミアムセックス＋歴代 9名のベストセックス総集編付き8時間（2014年10月09日 SODクリエイト）※安野由美の未公開映像に出演
- ほろ酔いだとエッチしたくなるお姉さん！！（2014年10月10日 ホットエンターテイメント）
- セクシービキニ居酒屋に体験入店！！相次ぐセクハラにガマン汁が止まらない激カワ巨根女装子（2014年10月10日 ホットエンターテイメント）
- 猥褻おっぱいカフェ（2014年10月16日 マキシング）清水理紗
- 淫語で誘う妄想マダム ～寸止め生殺し痴女の日常生活～ 3（2014年10月24日 なでしこ）村上涼子
- Kカップ熟女 叶紀美子 親戚の家でオナってたら、めっちゃ爆乳の従姉の奥さんが手伝ってくれた！（2014年11月01日 シネマユニット・ガス）叶紀美子
- 義母輪姦レイプ 息子の友人たちに性処理ペットとして姦される若い母（2014年11月08日 SODクリエイト）古川いおり
- 出張マッサージの美熟女にセンズリ見せつけ猥褻15（2014年11月10日 ホットエンターテイメント）
- 誘惑上手なギャルママとSEXしませんか？（2014年11月14日 アップス）長谷川リホ
- 人妻は夫が隣にいるのに寝取られるスリルにオマ●コが疼きすぎて俺のチ●コを欲しがるので辛抱たまらん！！ 2（2014年11月14日 なでしこ）小早川怜子
- 出戻り三姉妹と義父と隣の親父 理由あり女の放っておけない無防備なカラダ（2014年11月20日 ヒビノ）水原さな 相田零 橋本詩織
- 四十路前・素人人妻の告白 夫に隠してきた巨乳妻の性（2014年11月20日 ヒビノ）渋沢はるか
- 富豪の娘AVデビュー！！（2014年12月01日 キャンディ）大島ひまり
- ヴァージンコントロール～高嶺の花を摘むように～（2014年12月01日 ムーディーズ）神咲詩織
- 激選！！ 息子のムスコを手コキしたい母親集 総集編（2014年12月01日 ABC/妄想族）
- ドリシャッ！！（2014年12月05日 ワープエンタテインメント）瀬古ここ
- 名ばかりの社長秘書～陵辱愛人契約～（2014年12月06日 ヒビノ）石原莉奈
- 究極の選択！友達の前でオナニー出来たら即金高額謝礼！割り切っても割り切れないマジ友の前で羞恥！（2014年12月10日 ホットエンターテイメント）
- 手渡しパンティー生撮　パンツ売り掲示板でシロウト娘に危険なガチンコ接触（2014年12月10日 ブリット）
- 勇気あるアナル 最高峰 五十路越え熟女の虎の穴ハンティング（2014年12月10日 ブリット）
- 「ダメだってば…」谷間が気になる友達の彼女とこっそりSEX（2014年12月25日 kawaii）逢沢つばさ

- 性欲旺盛な女院長＆熟女ナースがヌキハメしてくれる病院（2015年01月01日 グローリークエスト）音無かおり 時任明菜 平岡愛
- 息詰まるほどの濃厚接吻に溺れる三姉妹 近親相姦・不倫・婚前性交（2015年01月08日 ヒビノ）大場ゆい 木村つな 大塚れん
- 人妻リアル不倫 流出ラブホ盗撮 Onafes SP（2015年01月09日 ビッグモーカル）
- 勇気あるナンパ　年の差15歳以上の可愛い熟々おばさんをゲット！！16（2015年01月10日 ホットエンターテイメント）
- 可愛い美貧乳20人4時間　抱きしめたくなるぺったん娘2（2015年01月10日 ホットエンターテイメント）
- 積極系激エロ娘が優しく教えてくれる最高に気持ちいい受け身なSEX 15人4時間（2015年01月10日 ホットエンターテイメント）
- 風俗ちゃんねる37（2015年01月16日 マキシング）白石優杞菜
- 全国女子大生図鑑☆東京 のぞみちゃん（2015年01月25日 ビッグモーカル）杏咲望
- 近親相姦 息子の巨乳嫁に手を出した父親（2015年02月05日 ヒビノ）井上瞳
- ふしだらな母娘の接吻と情交 ～母の情夫を奪う娘、娘の彼氏を誘う母～（2015年02月05日 ヒビノ）京野美麗 かのんこゆる 倉科紗央莉
- センズリ鑑賞会　恥じらい素人娘に見せつけちゃいました21（2015年02月10日 ホットエンターテイメント）
- 泥酔お姉さん　ピュアな素肌が僕の股間を刺激する4時間SP 2（2015年02月10日 ホットエンターテイメント）
- 同じ屋根の下!?　近親者が側にいるのに声を押し殺して生エッチする母娘を覗き見!!（2015年02月10日 ホットエンターテイメント）
- 不倫したいシロウト人妻　恋愛というよくわからない魔力を餌に女であることを捨てきれない人妻との既婚者ドキュメント（2015年02月10日 ホットエンターテイメント）
- 常に性器結合 回春マッサージ（2015年02月19日 アイエナジー）
- 人妻リアル不倫 流出ラブホ盗撮 8（2015年02月25日 ビッグモーカル）
- W新人3時間 まゆ・こころ 美形とロリ、二人のHカップ独占デビュー！（2015年03月01日 シネマユニット・ガス）
- ベロチューセックス（2015年03月07日 プレミアム）渋谷美希
- 隣の綺麗なお姉さん（2015年03月11日 プレステージ）吉川蓮
- 18carat エイティーンカラット 新人 白石みなみ（2015年03月13日 マックスエー）白石みなみ
- ガチナンパ！ド素人さんデカちんの素人童貞くんをひと皮剥いて（一人前にして）くれませんか？（2015年03月15日 ピーターズ）
- ママ友 泥酔！乱交！発狂！ナンパ中出し 8 酒という媚薬で本能をムキ出し！クリもムキ出し！人妻さん6名全員中出し！（2015年03月15日 ピーターズ）
- ダチが寝ている真横で、奴の母親とセックスする俺…。「駄目！あの子が起きちゃう！」と言いながらメチャ感じてる母親…。（2015年03月20日 なでしこ）
- 田舎の近親相姦 巨乳母たちの憂鬱（2015年03月25日 グローバルメディアエンタテインメント）折原ゆかり 柳留美子 石橋ゆう子
- プロとのセックスに憧れ自ら応募 AV男優ファンのGカップ教育実習生デビュー！！（2015年04月01日 キャンディ）宮本七音
- 強制生中出し女教師（2015年04月01日 ヴィ）飯岡かなこ
- 乱れて喘いで堪えきれずにイキまくるおしとやか美少女（2015年04月01日 S-Cute）
- 東京BUNNY NIGHT8（2015年04月07日 BeFree）水野朝陽
- ボンデージガール 超絶中出し痙攣SEX（2015年04月07日 BeFree）春菜はな
- 40代濡れ頃され頃イキまくり4時間 2（2015年04月10日 ホットエンターテイメント）
- おねがいっ！聖女様（2015年05月08日 マックスエー）彩乃なな
- センズリ鑑賞会　恥じらい素人娘に見せつけちゃいました22（2015年05月10日 ホットエンターテイメント）
- 温泉ナンパ 人妻と熟女17人4時間（2015年05月10日 ホットエンターテイメント）
- 勇気あるナンパ 年の差15歳以上の可愛い熟々おばさんをゲット！！4時間SP5（2015年05月10日 ホットエンターテイメント）
- タブーに挑戦！！ウブそうなピンサロ嬢を気持ちよくさせてお店にバレないように生挿入！！（2015年05月10日 ホットエンターテイメント）
- 出張マッサージの美熟女にセンズリ見せつけ猥褻 4時間SP5（2015年06月10日 ホットエンターテイメント）
- 可愛い美貧乳20人4時間　抱きしめたくなるぺったん娘3（2015年06月10日 ホットエンターテイメント）
- ウブカワ10代素人ナンパ15人4時間SP 2（2015年06月10日 ホットエンターテイメント）
- 教えて家庭教師プライベートティーチャー（2015年06月12日 マックスエー）彩乃なな
- 完全ガチ交渉！噂の、素人激カワ看板娘を狙え！vol.25（2015年06月19日 プレステージ）※某カフェ店員編
- スポコス汗だくSEX4本番！ 体育会系・谷田部和沙（2015年06月19日 プレステージ）谷田部和沙
- ゆるめのパイパンがーるSEX5本番！！ 秋山彩（2015年06月19日 禁断の果実/妄想族）秋山彩
- 地味で巨乳なコスプレイヤー（2015年07月02日 グローリークエスト）可愛まゆ
- SOD宣伝部 入社2年目 市川まさみ あなたの事、優しく励まします…！後輩社員市川と夢のオフィス生活 オール顔射4SEX！（2015年07月09日 SODクリエイト）市川まさみ
- 失業中の冴えない僕の激しいベロチューに腰を抜かした隣の若妻 噂を聞きつけたママ友が押しかけてきて私たちにもして頂戴と迫ってきて組んずほぐれつ酒池肉林（2015年07月09日 ヒビノ）水希杏 高梨あゆみ 葉山美空
- 熟女が恥らうセンズリ鑑賞4時間SP3（2015年07月10日 ホットエンターテイメント）
- 素人娘はじらい15人54回もイッちゃいました！！（2015年07月10日 ホットエンターテイメント）
- ダメとわかっていても体が反応してしまう！！恥じらいを捨てた人妻　20人4時間（2015年07月10日 ホットエンターテイメント）
- 3Dガチ出会い系で売りをするシロウト女性は存在するかリアル検証4時間（2015年07月10日 ブリット）
- 有沢杏 AV解禁！！（2015年07月10日 アリスJAPAN）有沢杏
- ぱいバカ（2015年07月16日 グローリークエスト）可愛まゆ あすか光希 綾瀬みなみ
- 欲求不満な人妻はおっぱいを押しつけたりパンチラで僕を誘惑してきた。思わずチ●ポはフル勃起でハチキレそう。気がついた彼女はマン汁を垂らしながら僕の上に乗ってきた！3（2015年07月24日 なでしこ） ※保坂えり編
- ほろ酔い美少女デートファイルNo.1 お嬢様大学在学中20歳 れな（2015年07月25日 kawaii）
- イケメンが熟女を部屋に連れ込んでSEXに持ち込む様子を盗撮したDVD。28～強引にそのまま中出ししちゃいました～（2015年08月01日 熟女JAPAN/エマニエル）
- 淫行おねだりお嬢様（2015年08月01日 S-Cute）
- 母娘欲情接吻 娘の情事を覗き見してしまった母はカラダの火照りが抑えられず夫以外の男と禁断の不倫接吻セックスに溺れる（2015年08月06日 ヒビノ）
- 今日、AV女優になります。Sara 新人AVデビュー初撮り（2015年08月07日 S-Cute）
- 人妻ナンパ 顔出しNGのマスク美人はスッゲー巨乳で超スケベ！中出し発射！おかわりSEX！（2015年08月15日 ピーターズ）
- 男女の貞操観念が逆転した世界（2015年08月20日 ディープス）
- 理性錯乱近親相姦 欲求不満の母がいる家庭では一緒に暮らす息子の勃起染みに発情して近親相姦が起こる時がある！（2015年08月25日 グローバルメディアエンタテインメント）
- おばさん家庭教師～ お子さんの童貞卒業させてあげます～ 安野由美（2015年08月27日 センタービレッジ）
- 女子校生のおま♥こおっぴろげ喫茶（2015年09月01日 OFFICE K’S）※AV OPEN 2015参加作品
- 石橋渉のセレブ人妻ハンター（2015年09月01日 アートモード）
- イケメンが熟女を部屋に連れ込んでSEXに持ち込む様子を盗撮したDVD。31～強引にそのまま中出ししちゃいました～（2015年09月01日 熟女JAPAN/エマニエル）
- 桃果先生の裏バイト 極上風俗エスコート 小川桃果（2015年09月11日 マックスエー）
- ゲスの極み映像 人妻1人目（2015年09月19日 フルセイル/プレステージ）
- 田舎の近親相姦 五十路母の夜這い 恥知らずで淫らな五十路女（2015年09月25日 グローバルメディアエンタテインメント）
- 美人OLたちの排卵日中出し乱交 イケメンの精子で妊娠したがる女を盗撮（2015年10月01日 変態紳士倶楽部）
- イケメンが熟女を部屋に連れ込んでSEXに持ち込む様子を盗撮したDVD。33～強引にそのまま中出ししちゃいました～（2015年10月01日 熟女JAPAN/エマニエル）
- GAS独占新人！爆乳みわ 笑顔が可愛いJカップ（2015年10月01日 シネマユニット・ガス）
- 親族相姦 きれいな叔母さん 早乙女ありさ（2015年10月01日 VENUS）
- 私、デカマラに欲情して息子の童貞盗んじゃいました 仁科りえ（2015年10月08日 センタービレッジ）
- 上原花恋、HIKARI、浜崎真緒の凄テクハーレムを我慢できたらご褒美中出し（2015年10月08日 ROCKET）
- 新人 Cool Beauty 三井悠乃（2015年10月09日 マックスエー）
- 酔い潰れたオンナの無防備なカラダ4時間 2（2015年10月10日 ブリット）
- HOT ENTERTAINMENT 25周年記念企画！ユーザー様が選んだ珠玉の25タイトル！感謝の925円！MAXボリューム800分DX！！（2015年10月10日 ホットエンターテイメント）
- 若い男に抱かれてみたくて疼いてしまう・・エッチな変態おばさんと思われないかとドキドキする・・私、、、40過ぎたおばさんだけど抱いてくれますか？（2015年10月10日 ホットエンターテイメント）
- ゲスの極み映像 人妻2人目（2015年10月22日 フルセイル/プレステージ）
- 原点 セーラー服を脱がさないで 長瀬麻美（2015年10月23日 マックスエー）
- 痴漢に狙われた女子校生 広瀬うみ（2015年10月25日 kawaii）
- イケメンが熟女を部屋に連れ込んでSEXに持ち込む様子を盗撮したDVD。34～強引にそのまま中出ししちゃいました～（2015年11月01日 熟女JAPAN/エマニエル）
- イケメンが熟女を部屋に連れ込んでSEXに持ち込む様子を盗撮したDVD。35～強引にそのまま中出ししちゃいました～（2015年11月01日 熟女JAPAN/エマニエル）
- ゲスの極み映像 人妻3人目（2015年11月11日 フルセイル/プレステージ）
- 家庭教師を誘惑するドすけべ思春期娘 にいなちゃん（2015年11月22日 思春期.com）
- MUCCI ムチムチ肉感巨乳尻パイパン黒ギャル痴女 涼谷瀬奈（2015年11月15日 デジタルアーク）
- イケメンが熟女を部屋に連れ込んでSEXに持ち込む様子を盗撮したDVD。36～強引にそのまま中出ししちゃいました～（2015年12月01日 熟女JAPAN/エマニエル）
- 義理のお父さんに犯されネチネチ責められ、義弟のデカチンに突き抜けそうな快感を覚える新妻 みなみ菜々（2015年12月24日 ヒビノ）
- HYPER HIGHLEG QUEEN- 018 逢沢はるか（2015年12月25日 デジタルアーク）

### 2016年
- イケメンが熟女を部屋に連れ込んでSEXに持ち込む様子を盗撮したDVD。38～強引にそのまま中出ししちゃいました～（2016年01月01日 熟女JAPAN/エマニエル）
- DANDYちょいワケあり仕事集 おばさんVer.（2016年01月08日 DANDY）
- 「ダメ！ダメ！これ以上動いたら挿っちゃう！」メガチン素股！！30歳になって同年代の女性には全く相手にされない冴えないボク。そんなボクの事を慕ってくれるかなり年下の近所のウブ学生たちには頼りがいがあるらしくボクに色々相談しに部屋にやってくる！ 特にHな相談！！（2016年01月08日 Hunter）
- ゲスの極み映像 人妻4人目（2016年01月09日 フルセイル/プレステージ）
- 奥さんが絶対に浮気しないと信じている旦那さん限定！！謝礼10万円であなたの奥さんを口説かせてください！！（2016年01月09日 プレステージ）
- トモダチ羞恥 親友が見ている前で男にカラダを弄ばれる面恥SEX（2016年01月10日 ブリット）
- 「エログッズだらけの部屋で二人きりになった母と息子は果たして禁忌を破って近親相姦セックスしてしまうのか？」…裏でお母さんにだけこっそり成功報酬の話をしておきました。（2016年01月14日 センタービレッジ）
- 嫁の母親に中出ししてしまった 谷原希美（2016年01月19日 VENUS）
- マ●コの舐め方から中出しまで教える母の筆下ろし～彼女に奪われる前に私が全部教えてあげる！～ 20人4時間（2016年01月28日 センタービレッジ）
- ゲスの極み映像 人妻5人目（2016年02月01日 フルセイル/プレステージ）
- イケメンが熟女を部屋に連れ込んでSEXに持ち込む様子を盗撮したDVD。40～強引にそのまま中出ししちゃいました～（2016年02月01日 熟女JAPAN/エマニエル）
- イケメンが熟女を部屋に連れ込んでSEXに持ち込む様子を盗撮したDVD。41～強引にそのまま中出ししちゃいました～（2016年02月01日 熟女JAPAN/エマニエル）
- 20代ママの抑えきれない性欲！セックスレスの若妻は3P4P当たり前（2016年02月10日 ホットエンターテイメント）
- 母親はお金のためにどこまで近親相姦できるのか～『息子をイカせて賞金ゲット！青天井ラブラブ母子相姦ゲ～ム！！息子のチ○ポをシゴいて発射させたら賞金5万円！！さらにノルマをクリアすれば賞金倍増！！』 ｝（2016年02月11日 センタービレッジ）
- 本番NGの熟女デリヘル嬢に媚薬を塗った極太チ●ポを素股させてみました10（2016年02月13日 ド熟女キングダム！！）
- 本番NGの熟女デリヘル嬢に媚薬を塗った極太チ●ポを素股させてみました11（2016年02月13日 ド熟女キングダム！！）
- 50代以上 ド熟女限定！！デカチン見せつけ軟派、連れ込みセックス盗撮「奥さん、知らない間にAV出演してますよ」10（2016年02月13日 ド熟女キングダム！！）
- デカチンのせいでチ○コのポジションが定まらない僕は無意識にポジションを整える癖を義母さんに気づかれてしまい怒られるかと焦ったが『お父さんより立派ね』とヨダレをたらして欲情しはじめた。（2016年02月19日 VENUS）臼井さと美
- ゲスの極み映像 人妻6人目（2016年02月19日 フルセイル/プレステージ）
- 妻を尾行したら…浮気調査の証拠VTR ボクの知らなかった妻の昼顔（2016年02月25日 kawaii）
- 卑猥ドッキリ（秘）報告 欲情する熟妻 濡れまくった人妻は狂ったように肉棒をワレメの奥まで咥え込む！（2016年02月26日 アテナ映像）
- イケメンが熟女を部屋に連れ込んでSEXに持ち込む様子を盗撮したDVD。42～強引にそのまま中出ししちゃいました～（2016年03月01日 熟女JAPAN/エマニエル）
- 「綺麗な奥さん2人組をナンパして高級リムジンでホロ酔いおもてなし！夫よりもデカいせんずりチ●ポで1人を落とせばお堅いママ友もヤれちゃう？」VOL.1（2016年03月05日  DANDY）
- ゲスの極み映像 人妻7人目（2016年03月11日 フルセイル/プレステージ）
- ゲスの極み映像 人妻8人目（2016年04月01日 フルセイル/プレステージ）
- イケメンが熟女を部屋に連れ込んでSEXに持ち込む様子を盗撮したDVD。44～強引にそのまま中出ししちゃいました～（2016年04月01日 熟女JAPAN/エマニエル）

### 2024年
- メンヘラタワー 七海を愛しすぎたファンの行き過ぎた記録 横宮七海のファン代表の僕が彼女の良さを伝えたい一心でドキュメントを撮りましたが撮影中に何度もメンブレするほど「ななみん」に振り回されてはじめての2人きりにお互い照れまくってトロける粘膜に根こそぎ食べ（2月6日、 FunCity/妄想族）

## アダルトDVD (女性向け作品)
2010年
- 東京恋愛模様（2010年02月04日 SILK LABO）月野帯人 小田切ジュン 鈴木一徹 鷹宮りょう 瀬奈涼 平井綾 あづみ
- Lesson, Before Communications（2010年08月05日 SILK LABO）瀬名あゆむ
- デリシャス タイム（2010年12月07日 SILK LABO）志戸哲也 真琴 月野帯人 細江裕樹 桜井直樹 藤木一真 あすかみみ 成瀬心美 灘ジュン

2011年
- もう一度、抱きしめたい（2011年03月05日 SILK LABO）月野帯人 工藤あさみ
- The Best Collection I（2011年06月04日 SILK LABO）鈴木一徹 月野帯人 志戸哲也 藤木一真 小田切ジュン 真琴 しみけん
- 恋するサプリ―年下のカレ―（2011年09月08日 SILK LABO）月野帯人 一徹 園田ユリア 倉木みお 森ななこ
- オナ×MEN feat.ムーミン 近所に住む“カワイイ男子生徒”を部屋に連れ込んで…（2011年10月 RIRE）
- 30歳なのに保健体育 羽田桃子（2011年11月11日 TMA）羽田桃子
- LoveBody オリジナルDVD3（2011年12月24日 ラブボディ）「君への誘惑」羽月希 阿川陽志 一徹 川村美沙

2012年
- 遠まわりの恋（2012年03月08日 SILK LABO）一徹 あずみ恋 朝倉ことみ
- Eyes on you ムーミン（2012年04月05日 SILK LABO）あずみ恋
- Love Switch another stories（2012年11月18日 SILK LABO）「COCOON -one more kiss-」収録 鈴木一徹 倉橋大賀 加藤ツバキ 栗林里莉 友田彩也香
- Melty touch 触れ合った肌と肌が溶け合うように（2012年12月06日 SILK LABO）鈴木一徹 月野帯人 倉橋大賀 北条麻妃 前田陽菜
- The Best CollectionII ココロときめく理想の恋をあなたに（2012年12月06日 SILK LABO）鈴木一徹 月野帯人

2013年
- Face to Face 2nd season（2013年03月07日 SILK LABO）芹沢つむぎ 安藤太一 桜りお 一徹 内田美奈子
- COCOON anthology 1（2013年06月06日 SILK LABO） ※ COCOON anthology 2の予告版として「naughty kiss-prologue-」収録
- Suddenly Triangular（2013年07月6日 SILK LABO）月野帯人×美泉咲×ムーミン、一徹×長谷川しずく×倉橋大賀
- Batsuichi 蒸す女（2013年09月10日 TOKYO LUV TRENDY）小早川怜子 翔田千里 本庄瞳

2014年
- 恋歩 どんな恋愛からも逃げない私が歩んだ成長の記録（2014年02月10日 TOKYO LUV TRENDY）稲川なつめ 眞木あずさ 美智子小夜曲 今岡爽紫郎(岡田敦斗) 篠田祐介
- COCOON anthology 2（2014年04月10日 SILK LABO）「naughty kiss」収録
- リミット 儚い恋か永遠の友か（2014年05月10日 TOKYO LUV TRENDY）有村千佳 高木愛美 真琴
- COCOON anthology 3（2014年09月06日 SILK LABO）「make up」「trap!」収録
- Ｗブッキング（2014年09月10日 TOKYO LUV TRENDY）吉田花 綾瀬みなみ 牧野あやね 長谷川弘樹（石川サダフミ）

2015年
- プレミアム ムータン（2015年05月10日 TOKYO LUV TRENDY）小早川怜子 稲川なつめ 眞木あずさ 吉田花 牧野あやね
- Undress SELECTION case1（2015年12月10日 SILK LABO）「Suddenly Triangular」収録。月野帯人 美泉咲

## 雑誌付属アダルトDVD

### 男性向け作品
- ザ・ベストMAGAZINE 2011年4月号 DISK(1) 南野あかり（2011年2月25日 ベストセラーズ）
- DVDマジヤバ 2011年 5月号 流出！！変態動画 File009 あい IN 高田馬場（2011年4月13日 サン出版）
- ザ・ベストMAGAZINE 2011年6月号 DISK(1) 浅倉彩音（2011年4月25日 ベストセラーズ）
- MAGAZINE BANG 2011年 6月号 嬲られたい人妻たちVol.03 宮岡莉奈（2011年4月30日 サン出版）
- ザ・ベストMAGAZINE 2011年7月号 DISK(1)File.2 宮坂礼子（2011年5月25日 ベストセラーズ）
- ウォーA組2012年7月号 原望美（2012年6月2日 サン出版）

### 女性向け作品
- an・an 2012年8月10日号 NO.1819（2012年8月10日 マガジンハウス）「Love Switch」＃1 COME TO KISS　加藤ツバキ
- コミックアムール 2013年3月号（2013年1月30日発売 サン出版）
- an・an 2013年8月14･21日号 NO.1868(合併号)（2013年8月9日発売 マガジンハウス）「3Ways of Love」＃1 誘いたい午後　さとう遥希

## DVD（その他）
- カレ×kiss×カノジョ（2013年1月7日 プレミアム）※イメージビデオ
- ムータンの僕と彼女のはじめての旅行 温泉編（2015年04月28日 オルスタックソフト販売）※R-15指定作品、バラエティドキュメントDVD。
- ムータンの僕と彼女のはじめての旅行 祖父の家編（2015年05月29日 オルスタックソフト販売）※R-15指定作品、バラエティドキュメントDVD。

## 映画
- 黄泉がえり（2003年）
- キューティーハニー（2004年）主演:佐藤江梨子
- 奏愛のクロスロード（2007年 オーピー映画）監督:池島ゆたか　脚本:五代暁子　※ゲイ映画
- M（2014年）吉野公佳 ※A-VODでの動画配信、後編に出演

## ネット配信

### 男性向け作品
- ユナ 22歳（2015年09月14日）

※DMMで配信
※ 種類 ： Re = Regular　Pr = Premiere　Sh = Short　☆ = DVD収録作品
| No. | 名前       | タイトル                                    | 配信日     | 種類 |
| --- | ---------- | ------------------------------------------- | ---------- | ---- |
| 1   | Erika      | 6th No.86                                   | 2009/11/27 | Re   |
| 2   | Rino       | 6th No.93                                   | 2010/01/01 | Re   |
| 3   | Reona      | 7th No.27                                   | 2010/06/11 | Re ☆ |
| 4   | Arisu      | 7th No.67                                   | 2010/12/20 | Re ☆ |
| 5   | Hinata     | 7th No.87                                   | 2010/12/24 | Re   |
| 6   | Yui        | 7th No.94                                   | 2011/01/28 | Re   |
| 7   | Akari #4   | 痴女にされるがまま                          | 2011/04/18 | Re ☆ |
| 8   | You #1     | 癒し娘とふわふわH                           | 2011/04/22 | Re ☆ |
| 9   | Aika #2    | もち肌しっとりH                             | 2011/07/01 | Re   |
| 10  | Hitomi #2  | ニコニコおっぱいH                           | 2011/07/29 | Re ☆ |
| 11  | Ryo #2     | モニュっムニュっH                           | 2011/08/12 | Re ☆ |
| 12  | Hitomi #4  | ぷにポヨおっぱいH                           | 2011/08/15 | Re ☆ |
| 13  | Nozomi #11 | 夏の想い出                                  | 2011/08/19 | Pr ☆ |
| 14  | Hitomi #5  | 思春期「恋情」                              | 2011/09/23 | Pr ☆ |
| 15  | Haruka #2  | しとやか華奢っ娘H                           | 2011/10/07 | Re   |
| 16  | Eri #5     | 二人きりの温泉旅行                          | 2011/12/02 | Pr ☆ |
| 17  | Shizuku #4 | 甘えんぼのお茶目H                           | 2011/12/26 | Re ☆ |
| 18  | Momoka #5  | Jカップ敏感SEX                              | 2012/02/06 | Re ☆ |
| 19  | Hibiki #6  | 大好きin浅草                                | 2012/02/24 | Pr ☆ |
| 20  | Hibiki #7  | 大好きinお台場                              | 2012/02/27 | Pr ☆ |
| 21  | Erina #1   | 裸ブーツで従順H                             | 2012/03/05 | Re   |
| 22  | Hikari #4  | ロリ娘のまったりH                           | 2012/03/26 | Re ☆ |
| 23  | Natsu #7   | 思春期「好奇心」                            | 2012/03/30 | Pr ☆ |
| 24  | Haruki #2  | グラマラス堪能SEX                           | 2012/04/20 | Re ☆ |
| 25  | Hikari #6  | 大好き in 上野                              | 2012/04/27 | Pr   |
| 26  | Hikari #8  | 姉を盗撮してうp                             | 2012/05/07 | Pr   |
| 27  | Chisato #2 | 白ふわボディ堪能H                           | 2012/05/21 | Re   |
| 28  | Ayumi #4   | Hな娘の積極的なSEX                          | 2012/07/02 | Re   |
| 29  | Anri #1    | 淑やか美人のイチャ2 H                       | 2012/07/16 | Re   |
| 30  | Mau #1     | 受身な美人のイチャ2 H                       | 2012/08/06 | Re   |
| 31  | Yun #1     | 無邪気に攻められH                           | 2012/09/03 | Re   |
| 32  | Tsumugi #8 | メガネっ娘の敏感H                           | 2012/09/14 | Re   |
| 33  | Kazuha #1  | 豊満ボディ朗らかH                           | 2012/09/17 | Re   |
| 34  | Miyabi #1  | なごやかイチャ2 H                           | 2012/09/21 | Re ☆ |
| 35  | Tsuna #9   | 思春期「約束」                              | 2012/09/28 | Pr ☆ |
| 36  | Hikari #1  | 敏感ボディに攻めH                           | 2012/10/12 | Re   |
| 37  | Yuzuki #2  | 可憐な娘の照れH                             | 2012/11/09 | Re ☆ |
| 38  | Natsume #1 | 上品美人の乱れH                             | 2012/11/23 | Re ☆ |
| 39  | Nozomi #10 | 酔うとHな女の子                             | 2012/12/24 | Re ☆ |
| 40  | Ayane #2   | エロカワ娘のイチャ²H                        | 2012/12/28 | Re ☆ |
| 41  | Nana #3    | 美乳娘の潮吹きH                             | 2013/01/18 | Re ☆ |
| 42  | Aya #2     | 淫らに攻められH                             | 2013/02/04 | Re   |
| 43  | Mei #2     | ほんわか娘のイチャ²H                        | 2013/02/08 | Re ☆ |
| 44  | Mia #2     | 恥じらいイチャ²H                            | 2013/02/15 | Re   |
| 45  | Ayane #6   | 寝ている友達に・・・                        | 2013/03/08 | Pr ☆ |
| 46  | Ayaka #8   | ボクの通い妻                                | 2013/03/29 | Pr ☆ |
| 47  | Ayu #1     | 艶やか美人のイチャ²H                        | 2013/04/08 | Re ☆ |
| 48  | Mikuru #2  | お嬢様のイチャ²H                            | 2013/04/12 | Re ☆ |
| 49  | Hitomi #3  | 恥じらい娘が誘うH                           | 2013/05/24 | Re ☆ |
| 50  | Kana #1    | 照れまくりで萌えH                           | 2013/06/07 | Re   |
| 51  | Sena #2    | ゆるカワ娘とイチャ²H                        | 2013/06/14 | Re ☆ |
| 52  | Aya #2     | 照れ屋さんのハニカミH                       | 2013/06/28 | Re ☆ |
| 53  | Yuri #2    | 楽しみ感じる純情娘のH                       | 2013/07/19 | Re ☆ |
| 54  | Arina #1   | 照れまくりのイチャ²H                        | 2013/07/26 | Re ☆ |
| 55  | Sana #1    | ウブ娘の恥じらいH                           | 2013/08/12 | Re   |
| 56  | Kana #1    | 美体がゆれるイチャ²H                        | 2013/08/16 | Re ☆ |
| 57  | Miyuu #1   | 敏感イチャイチャSEX                         | 2013/09/13 | Re ☆ |
| 58  | Yui #1     | おどけてたのに乱れるH                       | 2013/09/20 | Re   |
| 59  | Arina #5   | 恋するキモチ「記念日」                      | 2013/11/01 | Pr ☆ |
| 60  | Mayuka #1  | 朗らか娘とイチャ²H                          | 2013/11/29 | Re   |
| 61  | Yukino #3  | Hがしたい女の子                             | 2014/01/13 | Re ☆ |
| 62  | Nina #3    | 女子から迫るイチャ²H                        | 2014/02/10 | Re ☆ |
| 63  | Mamika #3  | 責められたい女の子                          | 2014/02/17 | Re ☆ |
| 64  | Ai #2      | おやすみ前の縦撮りH                         | 2014/03/10 | Re   |
| 65  | Rei #5     | 巨乳OLの淫らな情事                          | 2014/03/28 | Re ☆ |
| 66  | Aimi #4    | 無邪気に戯れ乱れるH                         | 2014/03/31 | Re   |
| 67  | Yui #1     | 照れ娘がビクビク感じるSEX                   | 2014/04/25 | Re ☆ |
| 68  | Iku #3     | 大人しいロリ娘の従順SEX                     | 2014/04/28 | Re   |
| 69  | Ruka #3    | Hがしたい私の誘い方                         | 2014/05/12 | Re ☆ |
| 70  | Kokona #2  | 控えめ制服娘の縦撮りH                       | 2014/06/23 | Re   |
| 71  | Mai #2     | 浴衣姿で戯れる縦撮りH                       | 2014/07/14 | Re   |
| 72  | Yui #1     | 色っぽい彼女の甘美なSEX                     | 2014/07/18 | Re   |
| 73  | Haruna #2  | 無邪気に戯れる水着H                         | 2014/08/11 | Re   |
| 74  | Haruna #1  | 焦らされ感じる彼女のH                       | 2014/08/18 | Re   |
| 75  | Ryouka #1  | じっくり性感帯を探すH                       | 2014/09/19 | Re ☆ |
| 76  | Yuria #1   | スレンダー美人と戯れあうSEX                 | 2014/10/10 | Re   |
| 77  | Yurina #1  | ドキドキしすぎて汗まみれ。仲良く舐めあいSEX | 2014/11/07 | Re ☆ |
| 78  | Tsubasa #1 | 照れる姿がいちいち可愛いラブラブH           | 2014/11/14 | Re   |
| 79  | Ako #1     | 色っぽい彼女と二人で楽しむSEX               | 2014/11/21 | Re   |
| 80  | Aoi #5     | 愛くるしい巫女さんとラブラブ姫始め          | 2015/01/02 | Re   |
| 81  | Aoi #3     | 何回イッたか分からないほど感じまくりエッチ  | 2015/01/05 | Re   |
| 82  | Shiori #3  | フワフワおっぱい柔らかボディと戯れるエッチ  | 2015/01/12 | Re   |
| 83  | Yurina #4  | 敏感に感じる娘を吸いつくすクンニ            | 2015/01/21 | Sh   |
| 84  | Asuka #1   | おっとり美少女とじっくり楽しむエッチ        | 2015/01/23 | Re   |
| 85  | Ruru #3    | ふわふわ巨乳娘と泡風呂で戯れエッチ          | 2015/02/09 | Re   |
| 86  | Miki #2    | エッチがしたい私の誘い方                    | 2015/03/02 | Re   |
| 87  | Miki #4    | 指を入れながらしてほしいクンニ              | 2015/04/01 | Sh   |
| 88  | Emiri #1   | 愛嬌あふれる美少女の快感あふれるエッチ      | 2015/04/24 | Re   |
| 89  | Yurina #5  | 大好き。                                    | 2015/05/29 | Pr   |
| 90  | Sara #4    | 見えないから興奮しちゃう目隠し3Pエッチ      | 2015/08/10 | Re   |
| 91  | Mai #3     | 出勤前にムラムラしちゃって思わず興奮SEX     | 2015/10/05 | Re   |
| 92  | Mako #3    | どスケベHカップ爆乳娘のイキまくりエッチ     | 2015/12/05 | Re   |
| 93  | Neko #1    | 気持ち良いところを確かめ合うエッチ          | 2015/12/18 | Re   |
| 94  | Yuka #1    | 敏感すぎる大きなおっぱいを揉みまくりSEX     | 2015/12/21 | Re   |
| 95  | Rina #1    | じっくり愛撫し合って高め合うエッチ          | 2016/01/08 | Re   |

※40はサイト内のmutanタグでは出てきません

配信作品収録DVD
1. S-Cute Bookmark 05 キレイなお姉さん　神崎レオナ  橘ミオン 千堂ゆりあ（2011/01/07）
2. S-Cute Bookmark 14 制服ラプソディ　Alice(鈴木ありす) 月野りさ 水玉レモン 麻倉憂（2011/06/01）
3. 二人きりの夏休み 羽月希（2011/11/01）
4. 思春期「恋情」 藤原ひとみ（2011/12/01）
5. ふわふわ空間　篠田ゆう（2012/01/01）
6. ふわふわGカップ　北川瞳（2012/02/01）
7. 早漏少女　辻本りょう（2012/03/19）
8. 二人きりの温泉旅行　桜花えり（2012/04/01）
9. 快感ねこじゃらし　長谷川しずく（2012/06/01）
10. 思春期「好奇心」　葵なつ（2012/08/01）
11. えっちな私のいつものセックス さとう遥希（2012/08/01）
12. 恋する娘のいつものセックス　松下ひかり（2012/09/01）
13. Jカップ娘のいつものセックス　仁科百華（2012/09/01）
14. 敏感な私のホンキのセックス　大槻ひびき（2012/10/01）
15. 思春期「約束」　木村つな（2013/01/01）
16. S-Cute Girls　岩佐あゆみ 夏目優希 芹沢つむぎ（2013/01/01）
17. S-Cute Girls　月岡雅 宮地由梨香 椿ゆい（2013/02/07）
18. S-Cute Girls　稲川なつめ かすみひかり みづなれい（2013/05/01）
19. S-Cute Girls　大倉彩音 宇佐美なな 大沢美加（2013/06/01）
20. ボクの通い妻　友田彩也香（2013/07/01）
21. S-Cute Girls　悠希めい 瀧川花音 椎名みくる（2013/07/01）
22. S-Cute Girls　桜井あゆ 朝比奈みくる 葵こはる（2013/08/13）※Ayu#1 艶やか美人のイチャ²H・Mikuru#2 お嬢様のイチャ²H収録
23. S-Cute Girls　瞳 保坂えり 朝倉ことみ（2013/09/19）
24. S-Cute Girls　小嶋世奈 上原志織 滝川かのん（2013/10/13）
25. S-Cute Girls　篠宮ゆり 雪本芽衣 つくし（2013/11/13）
26. S-Cute Girls　鶴田かな 杏樹紗奈 茜笑美（2013/12/13）
27. S-Cute Girls　咲田ありな 篠田彩音 湊莉久（2014/01/01）
28. S-Cute Girls　鈴村みゆう 成宮ルリ 阿部乃みく（2014/02/07）
29. 恋するキモチ「記念日」 咲田ありな（2014/02/07）
30. S-Cute 羽月希スペシャル 彼女が羽ばたくまでの物語（2014/05/01） ※二人きりの夏休みに収録（Nozomi #11 夏の想い出）再収録
31. 友達とエッチしちゃった話　大倉彩音 愛内希 湊莉久 椎名ひかる / 一徹 タツ（2014/05/01）
32. おやすみ前のふたりの時間　河愛雪乃 みづなれい 上原亜衣 安達まどか 雪本芽衣 小枝ゆづ希 / 沢井亮 志戸哲也 一徹（2014/06/07）
33. 職場を抜け出して、秘密のH　鳴美れい みづなれい 白石ありさ 神河美音 宮地由梨香 前田陽菜（2014/07/25）
34. エッチがしたい女の子　佳苗るか 山口二菜 星野あかり 桜井あゆ 鳴美れい（2014/08/13）
35. 巨乳美人とちっぱいロリ　小枝ゆづ希 夏海いく 浜崎真緒 有本紗世 優菜真白 小倉多絵（2014/10/01）
36. S-Cute 大槻ひびきスペシャル 快感に響きあう心と身体（2014/12/01） ※敏感な私のホンキのセックスに収録（Hibiki #6 大好きin浅草・#7 大好きinお台場）再収録
37. イチャイチャしてたらいっぱい攻められちゃったロリっ娘　桃原まみか 愛須心亜 白咲碧 本澤朋美 小西まりえ 鈴木心葉（2015/01/01）
38. 純朴ロリ美少女のエッチな日常　彩城ゆりな 早乙女ゆい 竹内真琴 森川ヒカル 白咲碧（2015/02/01）
39. エロ過ぎるカラダの女の子　大場ゆい 浅倉領花 川菜美鈴 双葉ゆな 坂下えみり（2015/03/01）
40. 快感ラブラブSEX　波多野結衣 桜井あゆ（2015/05/01）※Ayu#1 艶やか美人のイチャ²H収録

・2011年01月18日　No.411　KASUMI

・2014年01月21日　No.610　KOHARU

・2016年04月21日　No.796　YUI前編

・2016年04月28日　No.797　YUI後編

・2016年05月05日　No.798　ARISA前編

・2016年05月12日　No.799　ARISA後編

↓～出張！お宅訪問記シリーズ～↓

・2011年04月13日　No.435　MANAMI

・2011年05月02日　No.449　YUNA

・2011年06月03日　No.455　SAYA

・2011年06月24日　No.460　MADOKA

・2011年07月11日　No.462　MIKA

・2011年07月28日　No.464　KYOKO

・2011年09月07日　No.465　MAKOTO

・2011年10月05日　No.470　ERIKA

・2011年11月02日　No.468　UTA

・2011年12月09日　No.469　EMIRI

・2011年12月16日　No.467　YURIE

・2012年01月20日　No.471　YUUNA

・2012年02月10日　No.472　SACHIKA

・2012年03月16日　No.473　HARUKA

・2012年03月23日　No.477　SHIHO

・2012年04月26日　No.484　HIBIKI

・2012年05月12日　No.488　ARISA

・2012年06月01日　No.492　REMI

・2012年07月03日　No.497　MAI

・2012年08月01日　No.501　YUMA

・2012年09月01日　No.509　SHOUKO

・2014年11月22日　No.674　MAYU

・2015年04月30日　No.712　MAKI

・2015年05月26日　No.723　TOMOKA

・2015年06月29日　No.734　RENO

・2015年07月07日　No.735　RUMI

・2015年07月24日　No.741　AKI

・2015年12月17日　No.775　YUI

・2016年12月15日　No.830　MIRAI

- もしも僕の家に巨乳3姉妹が来たら…。おっぱいハーレムで揉みまくりヤリまくり！（2011年01月30日）
- 日本の人妻 川村まみ（23歳）（2011年02月02日）
- 日本の人妻 香川ゆうこ（24歳）（2011年04月13日）
- 日本の人妻 真野恭子（42歳）（2011年05月11日）
- 日本の人妻 葉山渚（38歳）（2011年06月22日）
- 混浴温泉に来る熟女は本当にヤレるのか？（2011年07月08日）
- ねぇ奥さん、お宅でSEXさせて（2）（2011年10月23日）
- 某女子大の美術部に潜入！（5）〜ヌードデッサンモデル…（2011年11月03日）
- ねぇ奥さん、お宅でSEXさせて（3）〜栃木県在住・真琴（36歳）（2011年11月07日）
- 夫のイチモツしか見たことがない主婦を集めて生唾モノのチンポを…（2）（2011年12月17日）
- ねぇ奥さん、お宅でSEXさせて（5）〜東京都在住・飯田ひろみ（30歳）（2012年01月12日）
- ねぇ奥さん、お宅でSEXさせて（6）〜世田谷区在住・真島さん（32歳）（2012年02月9日）
- 人妻のお宅でお泊りSEX～旦那の留守中に若いチンポでよがり狂う！（2012年03月29日）
- 人妻のお宅でお泊りSEX(3)～旦那の留守中に若いチンポでよがり狂う！（2012年05月16日）
- カウパー液ダラダラもんのクソエロイ痴女にヤラれちゃった…。（2012年05月29日）真中いずみ 水沢真樹 佐伯春菜
- 人妻のお宅でお泊りSEX(4)～旦那の留守中に若いチンポでよがり狂う！（2012年06月01日）
- 女性のみが働くアダルトグッズメーカーで痴女られるのか？（2012年07月02日）
- 人妻のお宅でお泊りSEX(2)～旦那の留守中に若いチンポでよがり狂う！（2012年08月11日）
- 高級ホテルの女性マッサージ師はヤラせてくれるのか？(4)（2012年08月19日）
- 大好きなお兄ちゃんの家に泊まりに行こう（3）～出来れば近●相姦（2013年01月12日）
- メイクさんを口説いたら実はヤリマンだった（2013年02月03日）
- いつもズリネタにしている隣の奥さんとハメたい！あのデカい尻にバックからブチ込みてぇ～（2013年07月13日）
- チンポの形がくっきりわかるビキニパンツで欲求不満な主婦たちを誘惑してみた（2014年09月02日）
- ヤラせてくれるという噂の美人看護師がいる病院に入院してみた（5）（2014年10月19日）
- ノーブラ微乳！乳首つんつん舐め回しSEX（1）（2015年06月07日）
- ノーブラ微乳！乳首つんつん舐め回しSEX（2）（2015年07月05日）

- 近所のおばさんが今日も僕を誘惑する･･･(2011年6月1日-2011年6月30日 PeachJoy)夏木響子 松嶋志津子 真琴

- おっぱいのんで大きくなってくだちゃいね！北川瞳とする赤ちゃんプレイ(1)(2) 北川瞳（2011年4月25日）
- 乳首が勃起して乳輪も膨らんでるでしょ？丸ごと舐めて吸って壊れちゃうくらい！ 北川瞳（2011年4月29日）
- 若さ弾けるロケットおっぱいが激しく揉んで欲しそうに乳首を勃起させています！ 北川瞳（2011年4月29日）
- 北川瞳のカラダはオイルマッサでほぐされ揉まれ濡れていく…暗がりの全身マッサージ(1) 北川瞳（2011年5月2日）
- マッサージなのに腰がヒクヒクしちゃって…我慢出来ない！暗がりの全身マッサージ(2) 北川瞳（2011年5月4日）
- 乳揺れまくり！マッサージとセックスは紙一重！暗がりの全身マッサージ(3) 北川瞳（2011年5月4日）
- VIP用 エロ乳！エロ乳首！エロ唇！舐めまくってやるからアンアン喘ぎやがれ！ 森野いづみ（2011年4月25日）
- セックスする為に生まれてきたようなエロボディ！吐息がエロいのはデフォルトです。 森野いづみ（2011年4月29日）
- セックスする為に生まれてきたようなエロボディ！69好きです。フェラも好きです。挿入はもーっと好きです！ 森野いづみ（2011年4月29日）
- セックスする為に生まれてきたようなエロボディ！揺れるおっぱい！腰つきが絶妙な色気を醸す！ 森野いづみ（2011年4月29日）
- おっぱい妄想代理人！こういうの好きなんでしょ？と痴女が家宅侵入してきたら(1)(2) 森野いづみ（2011年5月6日）
- 神乳おっぱい痴女の妖艶な世界へ誘惑(1)(2)（2011年6月3日）
- 舐められおっぱい、揉まれおっぱい、弄られおっぱい、ググッと接写で！ 大月まゆか（2011年5月27日）
- 美巨乳おっぱい乳揉み。ただひたすらに揉み、時には乳首も愛でる。 大月まゆか（2011年6月1日）
- トイレでオナニー中に男が乱入？！勢いでおっぱいレイプされちゃいました(1) 大月まゆか（2011年6月8日）
- トイレでオナニー中に男が乱入？！勢いでおっぱいレイプされちゃいました(2) 大月まゆか（2011年6月8日）
- 美巨乳おっぱいをオイル激揉み！華奢なエロボディが妖しく光る！セックス(1)（2011年6月15日）
- Hな全身マッサージでおっぱいも火照ったところでパイズリして挿入！セックス(2) 大月まゆか（2011年6月17日）
- 激しくも美しい乳揺れセックスに注目！上から下から横から突かれまくり！セックス(3) 大月まゆか（2011年6月17日）
- 爆乳おっぱいで顔面マッサージというか乳圧迫？！ドSな痴女様のおっぱい癒し部屋！ 南レイ（2011年6月17日）
- 最高峰のパイズリ術！ボインマスターオススメ！ 南レイ（2011年6月17日）
- 爆乳＋巨乳輪＋接写で超おっぱいフェチプレイ！ 南レイ（2011年6月24日）
- オイルでテカテカ！全身官能マッサージ！最高にセクシーな女体が妖しく蠢く！ 南レイ（2011年7月1日）
- ヌルヌルのヤラしい爆乳おっぱいがライトアップされて余計にエロす！全身マッサージ！ 南レイ（2011年7月6日）
- 全身マッサージからのセックス！どんな激しいセックスにも耐えるエロボディ！ 南レイ（2011年7月6日）
- 爆乳娘を休ませるな！熱く激しくボインセックス！(1) 美月しのぶ（2012年3月21日）
- ムチムチボディと良質おっぱいを召し上がれ！大胆に攻めるセックス(1) 美月優芽（2012年4月20日）
- 真夜中の全身マッサージ♪妖しく光る爆乳おっぱい♪ 入江愛美（2013年2月8日）

- 美人熟母の妖艶着替え 豊満な乳房をブラジャーに押し込む！ 南レイ（2011年7月22日 お母さん.com）
- 夜の秘め事 美人母が眠れない息子を自慢の美巨乳で癒す【前編】 南レイ（2011年7月22日 お母さん.com）
- 夜の秘め事 美人母が眠れない息子を自慢の美巨乳で癒す【後編】 南レイ（2011年7月22日 お母さん.com）
- 寝ぼけた息子を感度抜群の美巨乳を使って起こす美人熟母 南レイ（2011年7月27日 お母さん.com）
- おっぱい舐めてたら勃起しちゃった息子に献身的熱烈フェラをする美人熟母 南レイ（2011年7月27日 お母さん.com）
- 美人熟母の献身的看病 美巨乳を使って介抱してあげる【前編】 南レイ（2011年7月29日 お母さん.com）
- 美人熟母の献身的看病 美巨乳を使って介抱してあげる【後編】 南レイ（2011年7月29日 お母さん.com）
- 美人熟母と息子の情熱的母子愛セックス(1) 南レイ（2011年8月1日 お母さん.com）
- 美人熟母と息子の情熱的母子愛セックス(2) 南レイ（2011年8月3日 お母さん.com）
- 美人熟母と息子の情熱的母子愛セックス(3) 南レイ（2011年8月3日 お母さん.com）
- 美人熟母を息子がマッサージしてたらエスカレートして電マまで持ち出して… 南レイ（2011年8月8日 お母さん.com）
- 美人熟母と息子のイケナイ関係 風呂掃除をやってたら息子が入ってきてそのまま…(2) 南レイ（2011年8月17日 お母さん.com）
- 美人熟母と息子のイケナイ関係 風呂掃除をやってたら息子が入ってきてそのまま…(3) 南レイ（2011年8月19日 お母さん.com）
- 愛無き夫婦生活 欲求不満の日々を過ごす淑女の日常 宮瀬リコ（2011年8月29日 お母さん.com）
- こんなに近いのに憂鬱な夜… 夫に拒まれた義母に息子が夜這い【前編】 宮瀬リコ（2011年9月2日 お母さん.com）
- 義息子の目の前で禁断の自慰行為。羞恥に染まる美人義母の心。 宮瀬リコ（2011年9月21日 お母さん.com）
- こんなに近いのに憂鬱な夜… 夫に拒まれた義母に息子が夜這い【後編】 宮瀬リコ（2011年9月21日 お母さん.com）
- お義母さんの身体と心の寂しさは僕が埋めてあげる。(1) 宮瀬リコ（2011年9月23日 お母さん.com）
- お義母さんの身体と心の寂しさは僕が埋めてあげる。(2) 宮瀬リコ（2011年9月23日 お母さん.com）
- お義母さんの身体と心の寂しさは僕が埋めてあげる。(3) 宮瀬リコ（2011年9月23日 お母さん.com）
- 美人義母、強制オナニー鑑賞。でも心の底では…。 宮瀬リコ（2011年9月26日 お母さん.com）
- 飼い馴らされた美人義母。熟れた身体は義息子を激しく欲する。 宮瀬リコ（2011年9月26日 お母さん.com）
- 性奴隷になった美人義母の拠り所。息子の友人にご奉仕フェラ。 宮瀬リコ（2011年9月28日 お母さん.com）
- 義息子の寝盗り夜這い。夫の横で犯されて…。 宮瀬リコ（2011年9月28日 お母さん.com）
- ボクがずっとお母さんを守ってあげるからね。お母さんの身も心もボクのモノ…禁断母子愛。(1) 宮瀬リコ（2011年9月30日 お母さん.com）
- ボクがずっとお母さんを守ってあげるからね。お母さんの身も心もボクのモノ…禁断母子愛。(2) 宮瀬リコ（2011年9月30日 お母さん.com）
- ボクがずっとお母さんを守ってあげるからね。お母さんの身も心もボクのモノ…禁断母子愛。(3) 宮瀬リコ（2011年10月3日 お母さん.com）
- ねえお義母さん、ボクのチンチン擦ってよ!言いなり義母手コキ。 宮瀬リコ（2011年10月3日 お母さん.com）
- モチ肌爆乳の淫乳で息子のモノを挟み込んだらイクまでズリまくる美熟母【前編】 白鳥寿美礼（2011年9月16日 お母さん.com）
- 肉棒が大好物なJカップ美熟母、出来心でつい息子のモノを… 白鳥寿美礼（2011年9月16日 お母さん.com）
- モチ肌爆乳の淫乳で息子のモノを挟み込んだらイクまでズリまくる美熟母【後編】 白鳥寿美礼（2011年9月28日 お母さん.com）
- しなやかな指先でゆっくりと動き息子の張り裂けそうなチンポに最高の快楽を与える【前編】 白鳥寿美礼（2011年9月28日 お母さん.com）
- 母子禁断の相姦遊戯 息子の求愛に母性とは違う愛が芽生え始める(1) 白鳥寿美礼（2011年9月30日 お母さん.com）
- しなやかな指先でゆっくりと動き息子の張り裂けそうなチンポに最高の快楽を与える【後編】 白鳥寿美礼（2011年9月30日 お母さん.com）

### 女性向け作品
♦『アイム、カミング！』（内田春菊監督・全7話） / 月野帯人 宮村恋

・第4話「怪人の報酬」（2013年06月24日）

・第5話「私の愛を返して！」（2013年07月01日）

・第6話「怪獣チェリボン　ピンチ」 2013年07月08日）

・第7話「最大の復讐とは…」（2013年07月16日）

♦『HOW TO カラダがときめくちつトレ！』 全6作

・ちつトレの基本（2014年09月04日）

・クリトリスで『イク』（2014年09月11日）

・姿勢から始める『締まる体』作り（2014年09月18日）

・ちつトレのベース　骨盤底筋トレーニング（2014年09月25日）

・ちつまわりを鍛えるトレーニング（2014年10月02日）

・色々なシーンで気軽にちつトレ（2014年10月09日）

♦『ワンルーム』 ＃2 幼馴染とお酒とワンルーム / 保坂えり

・前編 再会は宅呑みで（2014年10月18日）－13分40秒－ 

・中編 もう一回言ってよ（2014年10月25日）－12分33秒－ ※配信終了

・後編 朝日の中で（2014年11月01日）－11分19秒－ ※配信終了

♦【プレミアム】『ワンルーム』 #2 幼馴染とお酒とワンルーム（2014年11月22日）－58分59秒－

　無料配信時にカットされた未公開部分10分を追加した完全ノーカット版に加え、撮影メイキングを収録！

　主演のムータンにカメラが密着し、素顔のムータンと撮影の裏側に迫った作品。

♦『school days』 #3 ムータン（2015年01月08日）－18分10秒－ ※配信終了

♦【プレミアム】『school days』 #3 ムータン（2015年07月10日）－24分46秒－ ※無料配信版に未公開シーンを追加した完全版

♦ Betsy presents ワンランク上のオナニー / 大槻ひびき

・【プレミアム】 #1 贅沢オナニーと時短オナニー（2015年06月11日）－18分27秒－

・【プレミアム】 #2 オナニーポジショニング（2015年06月18日）－20分45秒－

・【プレミアム】 #3 中イキできるオナニー(1)（2015年06月25日）－18分40秒－

・【プレミアム】 #4 中イキできるオナニー(2)（2015年07月02日）－19分24秒－

・【プレミアム】 #5 オナニーオススメグッズ（2015年07月09日）－23分51秒－

・【プレミアム】 #6 イチからしっかり学びたい「手コキ」（2015年07月16日）－19分34秒－

・【無料版】 #6 イチからしっかり学びたい「手コキ」（2015年07月16日）－14分36秒－

♦ 男優と男優

・ムータン(1)（2015年08月12日）－11分20秒－

・ムータン(2)（2015年08月19日）－10分48秒－

・ムータン(3)（2015年08月26日）－11分32秒－

♦オーダーSEX ～貴女の理想のセックス叶えます～特報

♦【プレミアム】オーダーSEX ムータン ～おもちゃを使ったSMプレイをしたい（2015年11月27日）－43分41秒-

♦【プレミアム】オーダーSEX ～貴女の理想のセックス叶えます～完全版（2015年11月27日）－2時間34分12秒- ※大島丈・ノリタロウ・ムータンのオーダーSEXの全てが詰まった完全版
- one more kiss<Love Switch/COME TO KISS>（2012年08月10日 COCOONレーベル）加藤ツバキ ※anan付録DVD収録「Love Switch / COME TO KISS」続編
- naughty kiss（2012年12月20日 COCOONレーベル）sumire
- make up（2013年08月22日 COCOONレーベル）稲川なつめ
- trap!（2013年09月19日 COCOONレーベル）稲川なつめ

- オナ×MEN feat.ムーミン〜近所に住む“カワイイ男子生徒”を部屋に連れ込んで…（2011年7月5日 パラダイステレビ）
- あなたが欲しくて…。おさえられないオンナたち（2012年1月16日 パラダイステレビ）
- Original Love 63（2012年2月1日 PeachJoy）
- さとう遥希×ムーミン 激しいラブラブエッチしてみました（mpo.jp iPhone/スマホ専用）
- ムーミンとひと夏の恋（2012年9月12日 ChuChu）星川エリ
- Angele vs Devil（2012年9月12日 ChuChu）☆LUNA☆ 南佳也
- ムーミンのソープ体験（2012年9月12日 ChuChu）モカ
- 夏のAVアイドル水着大会PT1（2012年9月12日 ChuChu）浅見友紀
- 素顔〜ムーミン〜（2012年9月12日 ChuChu）白石なお
- 僕の望むこと（2012年11月17日 ChuChu）白石なお
- LOVE SCHOOL2〜ムーミンくんに密着インタビュー〜（2012年12月28日 ChuChu）夏希アンジュ 宮村恋
- LOVE SCHOOL2〜デート前の自分磨きから始めよう！前編〜（2013年1月1日 ChuChu）夏希アンジュ 宮村恋
- LOVE SCHOOL2〜デート前の自分磨きから始めよう！後編〜（2013年1月19日 ChuChu）夏希アンジュ 宮村恋
- Happy Date～遊園地でデート～（2013年2月9日 ChuChu）琥珀うた
- LOVE SCHOOL 4 ～飽きないセックスのススメ！～（2013年3月9日 ChuChu）宮村恋
- Sweet Bath Time ～ムーミンと一緒にお風呂♪～（2013年3月30日 ChuChu）白石なお
- デザートはあなたと…～本日の献立「豚しゃぶサラダ」～（2013年4月27日 ChuChu）加藤ツバキ

　　※ChuChuは現在閉鎖されています

## 出演番組

### テレビ
- 読モ!（日本テレビ、2011年2月26日）※人気イケメン男優として写真で紹介される。
- MOTEL 〜欲しがる男女のモテ学〜（関西テレビ、2011年5月12日）ゲスト出演
- ノンストップ!（フジテレビ、2012年10月11日） ※人気AV男優 エロメン として紹介される。
- 5時に夢中!（TOKYO MX、2014年9月下旬頃）※コメンテーターから、仕事上のエピソード等を2週に渡り紹介される。
- 坂上目線（テレビ東京、2014年11月23日）※ゲスト・岩井志麻子の飲み友達としてVTRで出演
- 月曜から夜ふかし（日本テレビ、2015年4月20日）※名前について調査した件にVTRで出演

### ラジオ
- RADIPEDIA（J-WAVE、2011年3月28日）ゲスト出演
- 『小室友里の夜サプリ☆』（ソラトニワ原宿、2016年6月15日）ゲスト出演

### インターネット番組
- 2010年06月08日 ニコニコ生放送 『SODクリエイトpresents 大人の企画会議inニコ生』SILK LABO作品出演男優として登場。
- 2011年01月26日 ニコニコ生放送 『放送作家「鈴木おさむ」のニコニコ企業案内#2』鈴木一徹、月野帯人とともに出演、女性に大人気のAV男優「エロメン三銃士」として紹介される。
- 2012年03月18日 ニコニコ生放送 『崖っぷちAV男優・奥村友真の遠吠え（仮）』先輩男優の奥村友真とともに出演。
- 2012年07月13日 notTV 『GIRIGIRIアウト！しばらくお待ちください』
- 2012年09月15日 notTV 『GIRIGIRIアウト！しばらくお待ちください』月野帯人とともに出演
- 2013年02月07日 notTV 『ソーシャル@トーク エンダン』一徹、月野帯人、倉橋大賀とともに出演
- 2013年07月07日 ニコニコ生放送 『EROMEN LABO 公開放送～チャンネル開設記念だよ～』一徹、月野帯人、倉橋大賀とともに出演 ※衣装は甚平
- 2014年08月18日 ニコニコ生放送 『EROMEN LABO ♯28』一徹、月野帯人、有馬芳彦　ゲスト出演
- 2014年08月29日 ニコニコ生放送 『渋谷 LUV NIGHT vol.05』石川サダフミ、円一輝（MC）とともに出演
- 2014年09月15日 ニコニコ生放送 『EROMEN LABO 公開放送』一徹・月野帯人とともに出演
- 2015年02月01日 ゼロテレビ 『第20回 めちゃ×2ユルんでるッ！ 真冬の超常現象SP』岩井志麻子とともに出演
- 2015年10月12日 ニコニコ生放送 『怪優 吉村卓の2時間ナマ放送　VOL9』吉村卓、望月輝
- 2015年11月03日 ニコニコ生放送 ムータンと吉村卓の『ねぇ、こっちむいてよ！ 第1話』
- 2015年11月14日 ニコニコ生放送 『怪優 吉村卓の2時間ナマ放送　VOL10〜秋のスペシャルライブ〜』トニーバンド、PonicaRoad、横浜ヨコハマ
- 2015年12月09日 ニコニコ生放送 ムータンと吉村卓の『ねぇ、こっちむいてよ！ 第2話』ゲスト：南佳也
- 2015年12月30日 ニコニコ生放送 『怪優 吉村卓の20周年記念　忘年会スペシャル4時間ナマ放送！』他出演：大島丈、トニー大木、阿川陽志、服部、真琴、浅野あたる
- 2016年01月08日 ニコニコ生放送 ムータンと吉村卓の『ねぇ、こっちむいてよ！ 最終話』
- 2016年04月06日 ニコニコ生放送 保坂順と吉村卓の『人生、本気ック相談！』第3幕 ゲスト出演
- 2016年06月04日 ニコニコ生放送 まさかじゅんと吉村卓の『人生、本気ック相談！』第5幕むーたん生誕祭

## 出版物

### 雑誌
- an・an（マガジンハウス）
  - 2010年4月23日号 NO.1705（2010年4月14日発売）
  - 2010年9月8日号 NO.1723（2010年9月1日発売）
  - 2011年3月16日号 NO.1749（2011年3月9日発売）
  - 2011年9月7日号 NO.1772（2011年8月31日発売）
  - 2012年1月11日号 NO.1789 2012年1月4日発売）
  - 2012年1月18日号 NO.1790（2012年1月11日発売）
  - 2012年8月10日号 NO.1819（2012年8月10日発売）※付録DVD「Love Switch/COME TO KISS」に出演。
  - 2013年8月14･21日号 NO.1868 (合併号)（2013年8月9日発売）※付録DVD「3Ways of Love/誘いたい午後」に出演。
- 本当にあった笑える話Pinky（ぶんか社）
  - 2010年9月号（2010年7月21日発売）
  - 2011年2月号（2010年12月21日発売）
- 女性セブン 2010年12月9日号 VOL.43（小学館 2010年11月25日発売）
- SILK LABO（ソフト・オン・デマンド株式会社）
  - VOL.01（2011年3月14日発売）
  - VOL.02（2012年12月13日発売）※撮りおろしグラビア、インタビュー
- 赤ちゃんが欲しい 2011春号（主婦の友社 2011年3月31日発売）
- 美STORY 2011年7月号（光文社 2011年5月17日発売）
- てぃんくる（しょういん）
  - VOL.449（2011年5月27日発売）
  - VOL.456（2011年9月9日発売）
  - VOL.462（2011年12月9日発売）
  - VOL.469（2012年3月23日発売）
  - VOL.486（2012年12月14日発売）表紙＆巻頭特集
- Zipper 2011年8月号（祥伝社 2011年6月23日発売）
- 無敵恋愛 Sgirl 2011年9月号（ぶんか社 2011年7月29日発売）※読者プレゼント
- VANESSA STYLE（シーズ情報出版）
  - VOL.2（2011年10月25日発売）
  - VOL.5（2012年1月25日発売）
- 婦人公論 2012年1月15日号 別冊「快楽白書2012」（中央公論新社 2011年12月5日発売）※SILK LABO作品紹介
- ユカイライフ（シーズ情報出版）
  - 2012年7月号（2012年7月5日発行）
  - 2013年2月号（2013年2月7日発行）※グラビア、インタビュー
- コミックアムール（サン出版）
  - 2013年3月号（2013年1月30日発売）※付録DVD「私のお部屋でムーミンとH」に出演
  - 2013年6月号（2013年4月30日発売）※付録DVDに出演
  - 2014年4月号（2014年02月28日発売）※付録DVD＆袋とじ「イケメンの甘い誘惑」に出演
  - 2014年7月号（2014年05月30日発売）※付録DVD＆袋とじ「かわいい男の娘は好きですか？」に出演
  - 2014年10月号（2014年08月30日発売）※付録DVDに出演
- 小悪魔ageha 2013年3月号（インフォレスト 2013年2月1日発売）※SOD大賞潜入レポ
- 週刊プレイボーイ 2013年2月18日号（集英社 2013年2月4日発売）※女性向けAVってなんだ!?の記事で紹介
- 週刊女性（主婦と生活社 2013年2月5日発売）※剥ぎ撮りグラビア、パンツプレゼント
- 週刊SPA! 3/5・12合併号（扶桑社 2013年2月26日発売）※オリジナル性感染症予防法インタビュー
- 週刊文春 2013年3月21日 90周年特大号（文藝春秋 2013年3月14日発売）※エロメン三銃士として写真付きで紹介
- FLASH 2013年4月23日号（光文社 2013年4月9日発売）※女性向けAV紹介記事でHow to Sex教材の男優として掲載
- CanCam 2013年8月号（小学館、2013年6月22日発売）
- 週刊ポスト 2014年11月28日号（小学館 2014年11月17日発売）女性向け動画の紹介ページに名前掲載
- キデンセン3号 2014年11月30日発行（フリーペーパー）※特集「男っていいよね～」にインタビュー掲載

### 新聞
- 東京スポーツ（東京スポーツ新聞社 2010年8月16日発売）
- The Japan Times（2014年01月13日）

### 書籍
- 編集長!絶対イキたくないんですけど!!　桜木さゆみ（ぶんか社 2011年8月5日発売）

### 写真集
- そこにすわろうとおもう　大橋仁（赤々舎 2012年）
- CONVERGE W/Me MUTAN（パレード 2015年12月17日発売）ファースト写真集 ※2015年11月27日夕方のAmazonタレント写真集新着ランキング瞬間最高第5位

## イベント
- 2010年09月05日 SILK LABO 1st Anniversary SUMMER FES 2010 ～in 阿佐ヶ谷LOFT A～ に鈴木一徹・月野帯人と共に出演[10]。お色直しはウシの着ぐるみ。※18歳以上の女性限定

- 2010年12月11日 SILK LABO WINTER FES 2010 ～in 阿佐ヶ谷LOFT A～ に鈴木一徹・月野帯人・志戸哲也と共に出演。お色直しはトナカイの着ぐるみ。※18歳以上の女性限定

- 2011年09月10日 SILK LABO「恋するサプリ」発売イベント ～in秋葉原M's studio～に鈴木一徹と共に出演。※18歳以上の女性限定イベント。
- 2011年10月23日 M's振替イベント「ツッキー全快おめでとう！」サイン会に特別ゲスト出演。（9月10日に行われたイベントを急性胃腸炎のため欠席した月野帯人の振替単独イベント）※18歳以上の女性限定
- 2011年12月13日 桜木さゆみトークイベント「柚桜の会 episode 4 ～4th（フォース）の力、タマキンデカイウォーカーの逆襲～」（新宿ロフトプラスワン）にゲスト出演。

- 2012年05月26日 SILK LABO SPRING FES 2012 ～in 新宿 Naked Loft～（Naked Loft） - 18歳以上の女性限定。他出演：一徹・月野帯人

- 2012年12月01日 SILK LABO WINTER FES 2012 ～in 新宿 Naked Loft～（Naked Loft） - 18歳以上の女性限定。他出演：一徹・月野帯人・倉橋大賀
- 2012年12月02日 SILK LABO WINTER FES 2012 ～in 新宿 Naked Loft～（Naked Loft） - 18歳以上の女性限定。他出演：一徹・月野帯人・倉橋大賀
- 2013年03月02日 SILK LABO SPRING FES 2013 ～in 阿佐ヶ谷LOFT A～（阿佐ヶ谷LOFT A）- 18歳以上の女性限定。他出演：一徹・月野帯人
- 2013年03月10日 SILK LABO エロメン三銃士サイン会～in 大阪 買取りまっくす 日本橋店～（大阪日本橋 買取りまっくす）- DVD購入者対象の女性限定サイン会。他出演：一徹・月野帯人
- 2013年03月10日 SILK LABO SPRING FES 2013 ～in 大阪・難波 紅鶴～（大阪難波 紅鶴）- 18歳以上の女性限定。他出演：一徹・月野帯人
- 2013年05月29日 岩井志麻子のSILKな夜～in 新宿ロフトプラスワン～（新宿ロフトプラスワン）- 18歳以上の女性限定。他出演：一徹・月野帯人・倉橋大賀・マキノエリ
- 2013年07月07日 EROMEN LABO 公開放送～チャンネル開設記念だよ～（新宿ロフトプラスワン）他出演：一徹・月野帯人・倉橋大賀
- 2013年07月12日 イケメンかく語りき！内田春菊監督作品『アイム、カミング！』ネタバレ上等！最終回配信直前上映イベント！（阿佐ヶ谷ロフトA）他出演：内田春菊・月野帯人・亜紗美・宮村恋・衣緒菜・あん・鬼塚あみ・友松直之
- 2014年07月11日 「 TOKYO LUV TRENDY LUVMEN SUMMER Fes. 2014」（新宿ロフトプラスワン）イベントの最後の方のみ出演
- 2014年09月15日 EROMEN LABO 公開放送（新宿ロフトプラスワン）他出演：一徹・月野帯人
- 2014年11月08日 ムータン初単独イベント（東京都内）‐ 女性限定のワークショップ形式イベント
- 2014年11月14日 「JAPAN ADULT EXPO」atディファ有明（ディファ有明）‐ TOKYO LUV TRENDYのブースゲストとして出演
- 2014年12月11日 カレンダー撮影見学会開催（東京都内）
- 2014年12月14日 TOKYO LUV TRENDY Presents ～ Winter LUV session 2014 ～（熱帯夜2） - 20歳以上の女性限定。他出演：石川サダフミ・浜口リュウ・真琴・今岡爽紫郎・一之瀬凌・円一輝・ナッツ
- 2015年03月15日 TOKYO LUV TRENDY Presents Luv Men White Day ～秘密の隠れ家でLUV MENから濃厚な一夜をアナタへプレゼント～（BAR 熱帯夜）- 20歳以上の女性限定。他出演：石川サダフミ・浜口リュウ・真琴・今岡爽紫郎・円一輝・ナッツ
- 2015年03月28日 カレンダー発売記念イベント（渋谷） - 2015年02月28日のカレンダー発売を記念してのイベント。20歳以上の女性限定。
- 2015年06月03日 ムータン お台場リアルバースデーナイト！（TOKYO CULTURE CULTURE）『プレミアム☆ムータン』発売記念！ - 18歳以上の女性限定。
- 2015年10月03日 AVD69発売記念イベントIN大阪（ライブスペース B.SQUARE） - 他出演：大島丈、トニー大木、小田切ジュン、阿川陽志、野島誠、森林原人、浅野あたる、服部義、吉村卓
- 2015年10月03日 第5回 AIDS文化フォーラムin京都 講演「現役男優に聞く、性感染症と幸せなセックス ～性感染症予防について考えるAV男優の有志たち～」※R-18指定（同志社大学 新町キャンパス）森林原人、浅野あたる、野島誠、吉村卓
- 2015年11月29日 TOKYO AIDS WEEKS 2015 メインイベント・2日目 「AV男優、セックスワーカーらによる、プロが教える楽しい性教育講座」[11]（国立国際医療研究センター 5F 大会議室）他出演：森林原人、吉村卓、野島 誠
- 2015年12月20日 AV男優 吉村卓の男優さんいらっしゃい！X'masスペシャル ～LIVEショー！X'masディナー！男優たちと過ごすラグジュアリーな夜～（レフカダ新宿）他出演：阿川陽志、大島丈、トニー大木
- 2015年12月30日 「怪優 吉村 卓の20周年記念　忘年会スペシャル」他出演：大島丈、トニー大木、阿川陽志、服部、真琴、浅野あたる ※インターネット番組で4時間生放送
- 2016年01月23日 「CONVERGE W/Me MUTAN」出版記念スペシャルイベント
- 2016年06月04日 まさかじゅんと吉村卓の「人生、本気ック相談！」第5幕 むーたん生誕祭（横浜スリーエス）他出演：大島丈、小田切ジュン ※インターネット番組で2時間生放送
- 2016年06月25日 第2回 AIDS文化フォーラムin佐賀 チャリティLIVE＆セクシー男優トークショー（RAG-G）
- 2016年06月26日 第2回 AIDS文化フォーラムin佐賀 講演「セクシー男優が語る幸せな性〜アダルトビデオの正しい見方、撮影現場のウラ・オモテ〜」、シンポジウム・トークショー「男優さんら、プロに聞こう！アダルトビデオと男子の性」（アバンセ）
- 2016年08月06日 第23回 AIDS文化フォーラムin横浜 講演「現役AV 男優たちだからこそ見える性の大切さ」※R-18指定（かながわ県民センター）

## インタビュー
- 年下童貞のプレイはお任せ！エロメン・ムーミン君に密着取材♪ （サイゾーウーマン 2010年10月）
- キュート系イケメンで母性本能くすぐりまくりの人気男優・ムーミンくんにインタビュー!!（PeachJoy 2011年8月）
- エロメンパラダイス（SILK LABO EroMen File01）「ムーミンさん」 （てぃんくる 2011年5月）
- エロメンパラダイス（SILK LABO EroMen File01）「ムーミンさん」（スマホ版） （てぃんくる 2011年5月）
- 大人気！ムーミン君に色んな事を聞いちゃおう！ （PeachJoy 2011年8月）
- エロメンチェキ！僕がAV男優になった理由 （超絶肉食女子 2012年1月）
- ムーミンくんとハッピーバレンタイン特集（peachJoy 2012年2月）
- 人気のエロメン三銃士！AV男優・ムーミンインタビュー（東京独女スタイル 2012年10月）
- 優しく爽やか、男優・ムーミン君にインタビュー！ （PeachJoy 2012年10月）
- イケメン男優に直撃！ムーミン （super media mall 2012年）
- The Japan Times（2014年01月13日）
- 女性向けアダルトビデオに出演して、僕が学んだ大切なこと。 ～第1回 ナンパ企画の雑用係からまさかの転身～（婦人公論別冊『快楽白書』 2015年12月01日）
- 女性向けアダルトビデオに出演して、僕が学んだ大切なこと。 ～第2回 女性の立場でセックスすると～（婦人公論別冊『快楽白書』 2015年12月04日）
- 女性向けアダルトビデオに出演して、僕が学んだ大切なこと。 ～第3回 やってしまった 僕の不義理～（婦人公論別冊『快楽白書』 2015年12月08日）
- 女性向けアダルトビデオに出演して、僕が学んだ大切なこと。 ～第4回 知性こそがセックスを豊かにする～（婦人公論別冊『快楽白書』 2015年12月11日）
- エロメンAV男優が教える！テクニシャンすぎる「エッチと恋愛」（Menjoy! 2016年2月19日）
- エロメンAV男優が伝授！とろける「恋とエッチとエロのテク」3つ（Menjoy! 2016年2月27日）